# Lustenau
Lustenau ist mit 24.603 Einwohnern (Stand 1. Jänner 2025) die einwohnerreichste Marktgemeinde Österreichs und liegt im Westen des Bundeslandes Vorarlberg. Gleichzeitig ist Lustenau auch die viertgrößte Gemeinde des Bundeslandes.
Bis 1806 war Lustenau ein freier Reichshof des Heiligen Römischen Reichs. Erst 1830 kam Lustenau endgültig zu Österreich. Die bis ins 19. Jahrhundert agrarisch geprägte Gemeinde wurde im 20. Jahrhundert zu einem Zentrum der Vorarlberger Stickereiindustrie und ist heute eine wichtige Grenzgemeinde zur Schweiz und Industriestandort. Im übrigen Vorarlberg ist der Ort insbesondere für den markanten Dialekt seiner Bewohner und das große Kirchweihfest, die „Kilbi“, bekannt. Im sportlichen Bereich wird der Name Lustenau vor allem mit erfolgreichen Fußball- und Eishockeymannschaften in Verbindung gebracht.

## Geografie

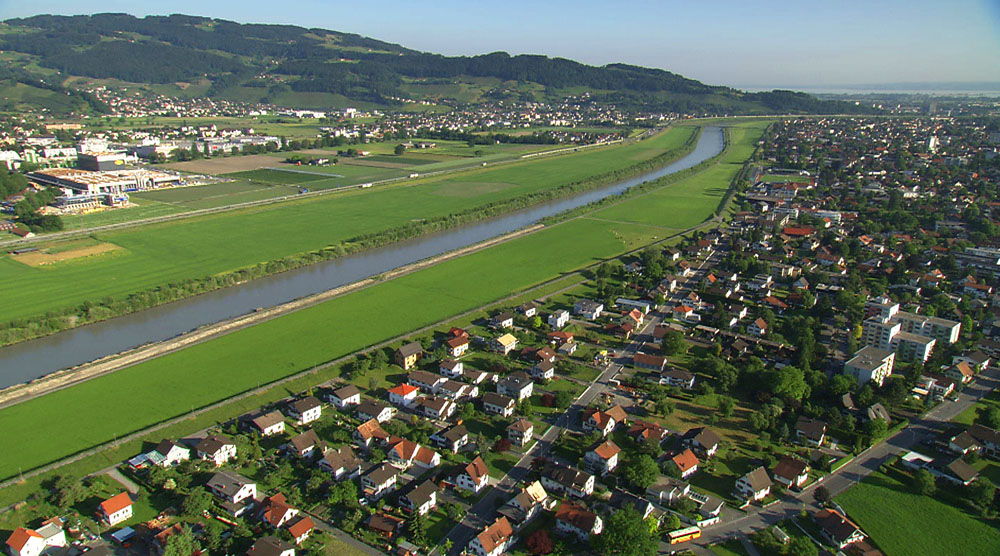
Im Westen wird Lustenau vom Alpenrhein begrenzt.

### Geografische Lage
Lustenau liegt am östlichen Ufer des Alpenrheins, 4 km südlich des Bodenseeufers. Das Ortszentrum befindet sich auf 404 m ü. A. Das Gemeindegebiet liegt vollständig in der Ebene des unteren Vorarlberger Rheintals, es gibt keine bedeutenden natürlichen Erhöhungen.

### Ausdehnung des Gemeindegebiets
Von Norden nach Süden erstreckt sich das Gemeindegebiet über circa 8,5 km, von Westen nach Osten über ungefähr 4 km. Im Westen wird Lustenau vom Rhein begrenzt, im Nordosten von der Dornbirner Ach und im Osten vom Vorarlberger Rheintalbinnenkanal und vom Dornbirner Landgraben.

### Nachbargemeinden
| Höchst                      | Fußach                                      | Lauterach |
| St. Margrethen (CH) Au (CH) | Kompassrose, die auf Nachbargemeinden zeigt | Dornbirn  |
| Widnau (CH)                 | Diepoldsau (CH); Hohenems                   |           |

### Gliederung der Gemeinde

Karte der Pfarrgemeinden

Ursprünglich bestand der Reichshof Lustenau aus den sieben Ortschaften Stalden, Holz, Wiesenrain, Grindel, Weiler, Rheindorf und Hag, die jedoch im 20. Jahrhundert durch die zunehmende Zersiedelung zusammenwuchsen und mittlerweile nicht mehr klar abgrenzbar sind. Heute wird Lustenau analog zu den Pfarrgemeinden meist in Rheindorf, Kirchdorf und Hasenfeld eingeteilt. Dabei handelt es sich weder um Katastralgemeinden noch um Gemeindebezirke im rechtlichen Sinne.

### Geologie
Das Alpenrheintal ist eine für die Alpen untypische, mit jungem Lockergestein gefüllte Felswanne, die im Bereich des Lustenauer Gemeindegebiets 600 Meter tief ist.
Vor 4000 Jahren reichte der Bodensee bis nach Lustenau. Durch Ablagerungen aus dem Rhein und seinen Zuflüssen verlandete das Gebiet zuerst hauptsächlich im Bereich der Flussrinne, während seitlich davon flache, ausgedehnte Seen entstanden. In ihnen bildete sich aus feinkörnigen Schwebstoffen des Rheins ein Untergrund aus wasserstauendem Ton. Durch eine intensiv wachsende Sumpfvegetation entwickelten sich diese Restseen schließlich zu Torfmooren. Einige der Seen sind auf Landkarten des 19. Jahrhunderts noch eingezeichnet, auch Flurnamen wie „Seelache“ oder „Vorsee“ erinnern an diese inzwischen verschwundene Landschaft.
Der Verlandungskörper in Lustenau besteht entlang des Rheins aus lehmigem Feinsand, in der Gemeindemitte aus Lehm und an den östlichen Gemeindegrenzen aus Torf.

### Naturschutzgebiete und Naturdenkmäler
Das Naturschutz- und Natura-2000-Gebiet Gsieg – Obere Mähder im Süden der Gemeinde umfasst einen der größten und botanisch reichhaltigsten Streuwiesenkomplexe im gesamten Rheintal. Das 73 Hektar große Areal beherbergt unter anderem 502 Schmetterlings-, 429 Käfer- und 42 Libellenarten, ein Drittel aller in Vorarlberg vorkommenden Orchideenarten, 350 verschiedene Blütenpflanzen und Gräser sowie 6 österreichweit gefährdete Vogelarten und mehrere weitere vom Aussterben bedrohte Tiere und Pflanzen.
Ein Teil des Schweizer Rieds im Norden Lustenaus ist mit nahegelegenen Gebieten der angrenzenden Gemeinden zum Natura-2000-Gebiet Soren, Gleggen – Köblern, Schweizer Ried und Birken – Schwarzes Zeug zusammengefasst. Die Moorlandschaft hat eine besondere Bedeutung für Wiesenbrüter.
Eine Silberweide, eine Winterlinde und eine Stieleiche im Gemeindegebiet Lustenaus sind aufgrund ihres hohen Alters als Naturdenkmal ausgewiesen und stehen daher unter besonderem Schutz.

## Geschichte

### Der Königs- und Reichshof Lustenau

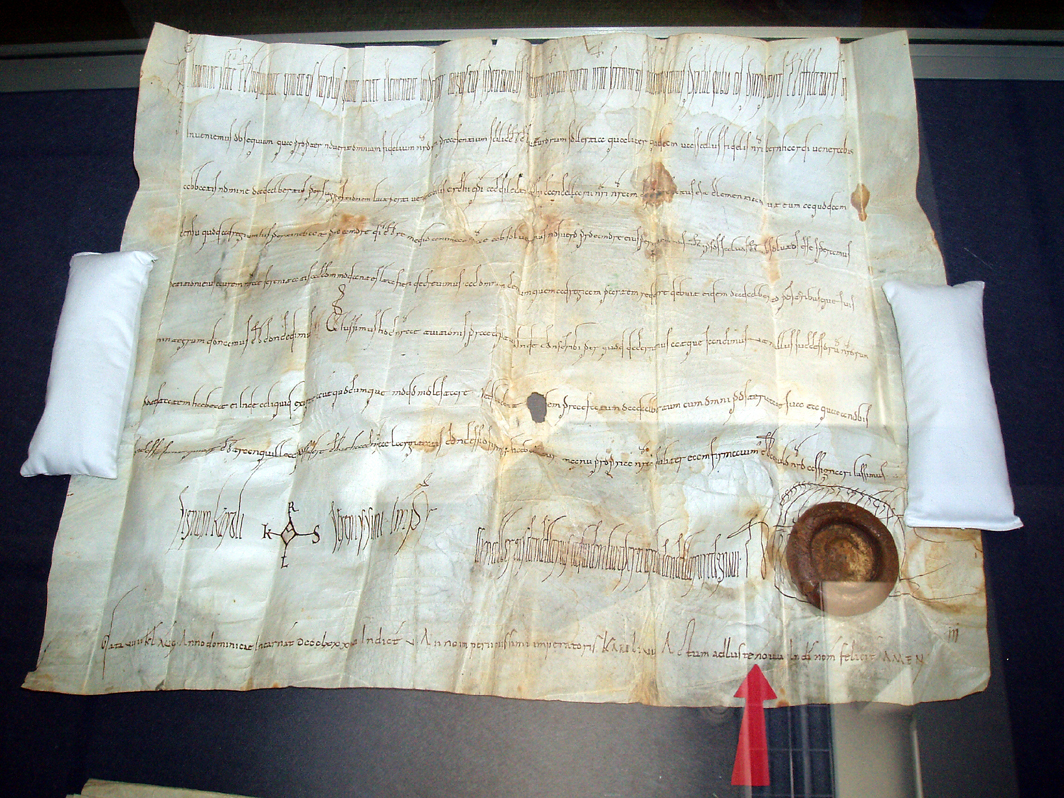
Erste urkundliche Erwähnung Lustenaus

Ein vom karolingischen Kaiser Karl III. (dem Dicken) in „Lustenoua“ am 24. Juli 887 unterzeichnetes Schriftstück stellt die älteste erhaltene urkundliche Erwähnung des Namens „Lustenau“ dar.
Über die Udalrichinger kam der Königshof an die Grafen von Bregenz, nach deren Aussterben zurück ans Reich und später im Pfandweg an die Grafen von Werdenberg. 1334 bestätigte Kaiser Ludwig IV. (der Bayer) den Status der Lustenauer als freie Reichsleute und sicherte so die Reichsunmittelbarkeit des Hofes.
1395 verpfändeten die Werdenberger um 5300 Pfund Heller die Feste Zwingenstein und den Hof Lustenau an die Ritter von Ems, 1526 wurde der Pfand in einen endgültigen Kauf umgewandelt.
Im Jahre 1593 wurde das linksrheinische Widnau-Haslach (das Gebiet der heutigen Gemeinden Widnau, Schmitter und Au) von Lustenau abgeteilt, erhielt aber aufgrund der ungleichen Flächenverteilung auch Grundbesitz auf der rechtsrheinischen Seite zugesprochen, das sogenannte Schweizer Ried.
Nach dem Aussterben der männlichen Linie der Hohenemser 1759 entwickelte sich eine jahrzehntelange Auseinandersetzung um die Besitzrechte an Lustenau zwischen Maria Theresia von Österreich auf der einen Seite und der hohenemsischen Erbin Maria Rebekka auf der anderen. 1790 wurde durch einen Staatsvertrag zwischen Österreich und Lustenau die Selbständigkeit des Reichshofes wiederhergestellt.

### Lustenau als Teil der österreichischen Monarchie
Nach dem Zusammenbruch des Heiligen Römischen Reiches 1806 war Lustenau für einige Tage ein vollkommen selbständiger Staat unter hohenemsischer Herrschaft. Als Bayern, das ja fast das gesamte restliche Vorarlberg beherrschte, auch die Hoheitsrechte in Lustenau beanspruchte, konnte die hohenemsische Erbin Maria Walburga den Verbleib der niederen Gerichtsbarkeit in ihren Händen erreichen. Auch nachdem Vorarlberg 1814 an Österreich zurückgefallen war, blieb die Sonderstellung dieses Patrimonialgerichts aufrecht.
Erst mit dem Verzicht des Hauses Hohenems und der feierlichen Übergabe der Gerichtsakten am 22. März 1830 wurde Lustenau endgültig österreichisch.
Die im Jahre 1837 endgültig fixierte Aufteilung der Gemeindegründe (Allmende) auf die Einwohner von Lustenau bildete eine Grundlage für ein späteres starkes Wachstum. Den eigentlichen Ausgangspunkt des wirtschaftlichen Aufschwungs markiert aber der Bau eines umfangreichen Netzwerks von Entwässerungskanälen und die Verbesserung der Hochwasserdämme am Rhein in den Jahren 1843 bis 1848 unter der Leitung von Kreisingenieur Martin Kink.
Die erste Brücke über den Rhein wurde im Jahre 1867 zwischen der Ortschaft Rheindorf und der Schweizer Gemeinde Au eröffnet. 1872 folgte die Eisenbahnbrücke, 1875 die zweite Straßenbrücke und 1914 die Wiesenrainbrücke.

Hochwasser beim Gasthaus Engel in Lustenau, 1890

Die Brüder Johann und Josef Hofer stellten 1869 die ersten Plattstich-Handstickmaschinen in Vorarlberg auf. Damit war der Startschuss für die über 100 Jahre dauernde Dominanz der Stickereiindustrie in Lustenau gefallen. Die immer noch massive Gefahr von Seiten des Rheins – zuletzt mit drei verheerenden Hochwasserkatastrophen in den Jahren 1888 und 1890  – wurde um die Wende zum 20. Jahrhundert durch die Rheinregulierung gebannt.
Am 13. Juni 1902, zu einem Zeitpunkt, als Lustenau nach Dornbirn und Bregenz die drittgrößte Gemeinde Vorarlbergs war, erhob Kaiser Franz Joseph den Ort zur Marktgemeinde. Der Boom der Stickereiindustrie und der gebändigte Rhein führten zu einem massiven Bevölkerungs- und Wirtschaftswachstum in Lustenau, das allerdings durch den Ausbruch des Ersten Weltkriegs jäh gestoppt wurde.

### Erste Republik und Ständestaat

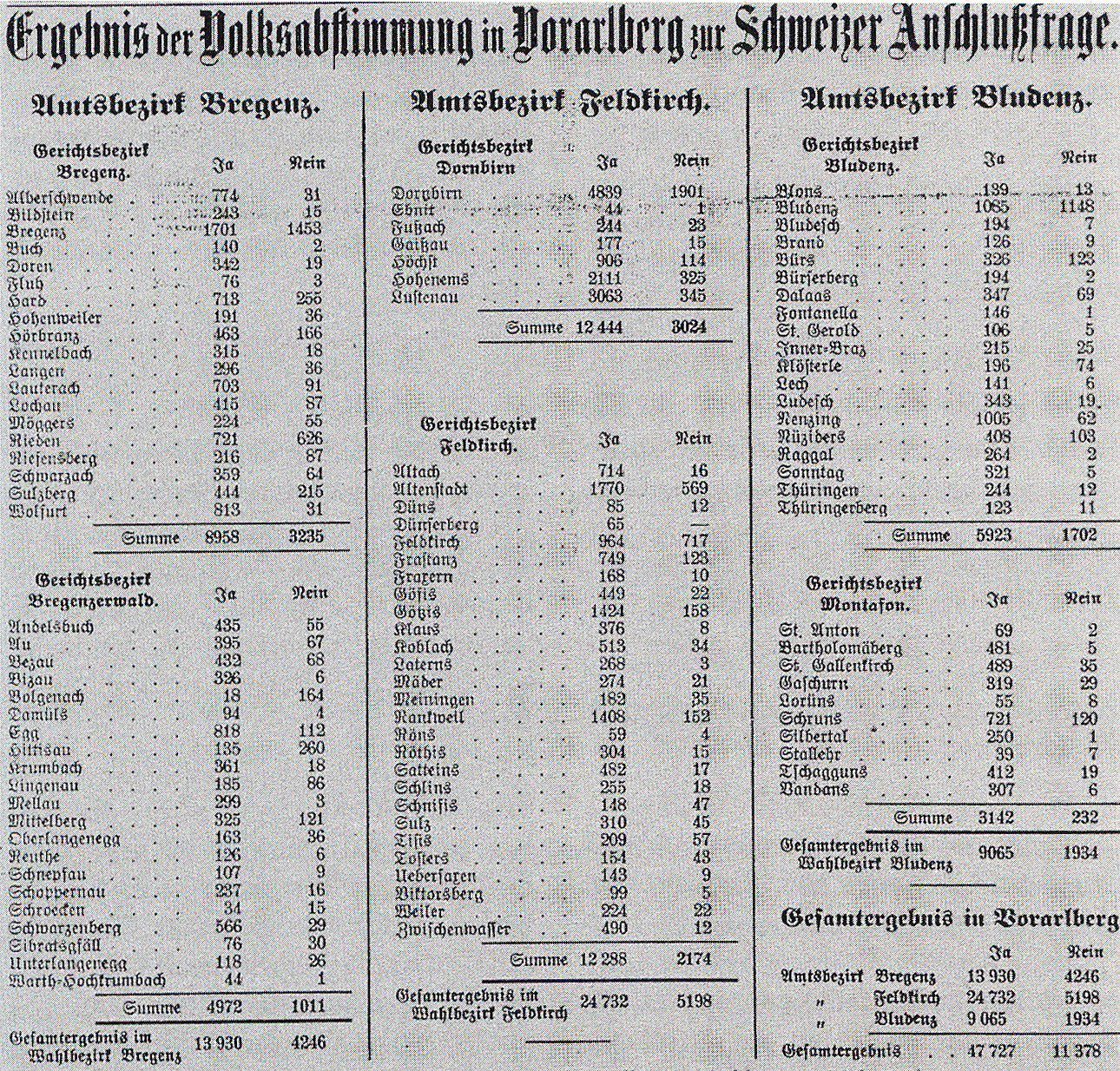
Ergebnis der Volksabstimmung über den Anschluss Vorarlbergs an die Schweiz

Nach dem Zerfall der österreichischen Monarchie wurde Lustenau zum Zentrum der Initiative für den Anschluss Vorarlbergs an die Schweiz, die in der Volksabstimmung am 11. Mai 1919 gipfelte, schlussendlich aber an der politischen Realität scheiterte.
Die Wirtschaftskrise in den 1930er Jahren bescherte auch in Lustenau den Kommunisten und vor allem den Nationalsozialisten großen Zulauf. Das österreichweite Verbot der KPÖ und der NSDAP im Mai bzw. Juni 1933 verhinderte – zumindest vorläufig – einen weiteren Aufstieg dieser Organisationen, Lustenau blieb aber ein Zentrum des nationalsozialistischen Untergrunds.
Die prekäre finanzielle Lage eines Großteils der Bevölkerung spiegelte sich auch in einer Zunahme des Versicherungsbetrugs wider. Nach einer auffälligen Häufung von Bränden in gut versicherten, alten, baufälligen Wohnhäusern setzte die Landesfeuerversicherungsanstalt eine Belohnung für die Ermittlung vorsätzlicher Brandstifter aus.

### Nationalsozialismus und Zweiter Weltkrieg
Nach dem Anschluss Österreichs an das Deutsche Reich 1938 wurde Lustenau bei öffentlichen Investitionen – beispielsweise bei Entwässerungsprojekten – und staatlichen Zuschüssen stark bevorzugt. Die für die Gemeinde wichtige Stickereiindustrie jedoch kam durch die politische Isolation Deutschlands praktisch vollständig zum Erliegen. Das Münchner Unternehmen C. A. Steinheil & Söhne richtete eine Niederlassung in Lustenau ein, die zwischen 1939 und 1945 hauptsächlich Rüstungsaufträge erledigte und zu einem der größten Arbeitgeber im Ort wurde.

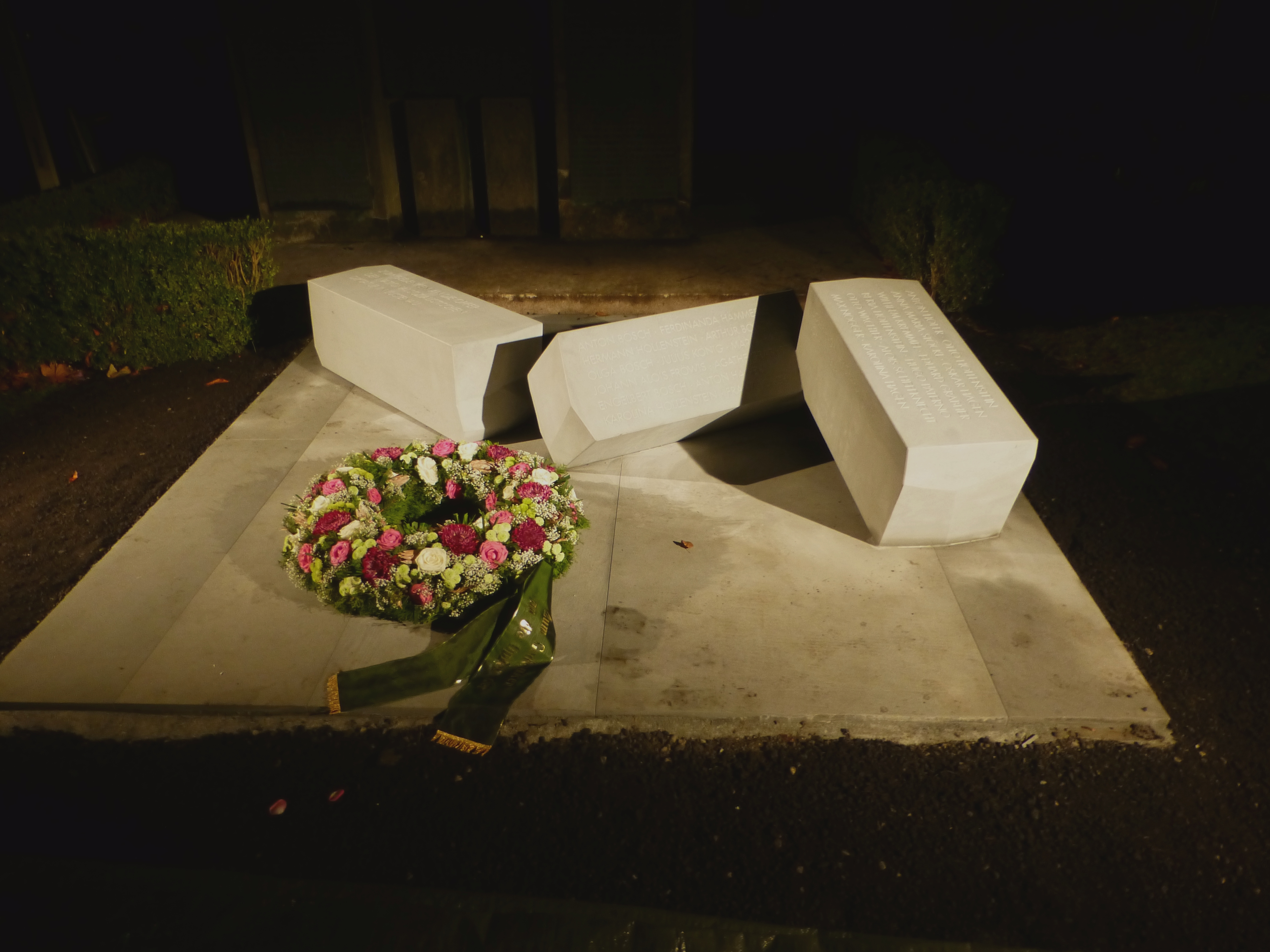
Gedenkstätte für die Opfer der nationalsozialistischen Diktatur in Lustenau

Ein organisierter Widerstand gegen den Nationalsozialismus ist in Lustenau nicht nachweisbar. Es ist aber eine Vielzahl von Fällen der individuellen Opposition belegt, die mit Verhaftungen, mit der Einlieferung in ein Konzentrationslager oder gar mit der Todesstrafe geahndet wurden. Die Akteure dieses individuellen Widerstandes waren sowohl Vertreter der katholischen Kirche und Exponenten des ehemaligen Ständestaates als auch sozialdemokratische und kommunistische Arbeiter. Seit November 2018 erinnert ein Denkmal gegenüber des Rathauses an die Opfer der nationalsozialistischen Diktatur.
Lustenau blieb von Zerstörungen im Zweiten Weltkrieg weitgehend verschont. Auch der Einmarsch der französischen Truppen verlief ohne Widerstand und somit auch ohne Kampfhandlungen.

### Lustenau in der Zweiten Republik
Die Stickerei verschaffte Lustenau auch nach dem Zweiten Weltkrieg einen wirtschaftlichen Aufschwung. Besonders unter dem langjährigen Bürgermeister Robert Bösch (1960–1982) veränderte die Gemeinde ihr Gesicht maßgeblich. So fiel unter anderem der Bau von drei Volksschulen, einer Hauptschule, einer Handelsakademie, drei Kindergärten, einem Altersheim und einem Sport- und Erholungszentrum mit Parkbad, Eishalle und Tennisplätzen in diese Zeit.
Als in den 1980er Jahren die gesamte österreichische Stickereiindustrie einbrach, wurde für Lustenau eine Neuausrichtung der Wirtschaftspolitik notwendig, die durch gezielte Ansiedlung von Technologie-Unternehmen in zwei neu geschaffenen Industriegebieten vollzogen wurde.
Wie schon Robert Bösch waren auch seine Nachfolger als Bürgermeister, Dieter Alge und Hans-Dieter Grabher, klar dem liberalen Lager der FPÖ zuzuordnen. Besonders nach dem Aufstieg Jörg Haiders kam es zunehmend zur Distanzierung der Lustenauer FPÖ von der Linie der Bundespartei. Bei den Bürgermeisterwahlen 2010 gewann mit Kurt Fischer erstmals nach 50 Jahren wieder ein Kandidat der ÖVP das Bürgermeisteramt. Fischer, der einen über Parteigrenzen hinweg kooperativen Arbeitsstil in den Vordergrund stellt, erreichte bei der Bürgermeister-Direktwahl 2015 eine Zweidrittelmehrheit.
Eine zweieinhalb Jahre andauernde Kontroverse über die Ansiedlung einer Filiale des schwedischen Möbelkonzerns IKEA im Süden Lustenaus und die daraus resultierende Verkehrsbelastung endete im April 2018 mit dem überraschenden Rückzug des Konzerns aus dem Projekt, wenige Wochen, bevor eine Volksabstimmung über das Vorhaben abgehalten worden wäre.

## Bevölkerung

### Bevölkerungsentwicklung
Die erste Volkszählung fand 1750 statt und ergab 1073 Einwohner. Die Gemeinde Lustenau verzeichnete während großer Abschnitte ihrer Geschichte ein wesentlich höheres Bevölkerungswachstum als der Durchschnitt Vorarlbergs. Insbesondere das starke Wirtschaftswachstum, das mit der blühenden Stickereiindustrie und der Beseitigung der Hochwasserproblematik Ende des 19. Jahrhunderts einsetzte, führte zu einer starken Migrationsbewegung nach Lustenau, sowohl aus anderen Gemeinden Vorarlbergs als auch aus dem Rest Österreichs und aus Süddeutschland. Eine zweite Einwanderungswelle in den 1950er- und 1960er-Jahren wurde durch den erneuten kräftigen Wirtschaftsaufschwung nach dem Zweiten Weltkrieg ausgelöst.
Die folgende Grafik zeigt die Entwicklung der Einwohnerzahl Lustenaus auf Basis der Daten der Statistik Austria:

### Bevölkerungsstruktur
Signifikante demografische Abweichungen zum Vorarlberger Durchschnitt gibt es mit einem höheren Anteil von unter 15-Jährigen und einem stärkeren Frauenüberschuss. Der Anteil von Ledigen ist geringer und von Verheirateten höher als im Rest Vorarlbergs.
Mit fast 40 % ist die Anzahl der über 15-Jährigen, die ausschließlich die Pflichtschule besucht haben, auffällig hoch. Die Akademikerquote liegt weit unter dem Vorarlberger Durchschnitt.
| Merkmal            | Lustenau | Vorarlberg |
| Alter              | Alter    | Alter      |
| ------------------ | -------- | ---------- |
| unter 15 Jahre     | 17,4 %   | 16,6 %     |
| 15–64 Jahre        | 67,0 %   | 67,8 %     |
| 65 Jahre und älter | 15,6 %   | 15,7 %     |
| Geschlecht         |          |            |
| männlich           | 48,9 %   | 49,2 %     |
| weiblich           | 51,1 %   | 50,8 %     |
| Familienstand      |          |            |
| ledig              | 43,1 %   | 45,0 %     |
| verheiratet        | 43,6 %   | 41,8 %     |
| verwitwet          | 5,3 %    | 5,3 %      |
| geschieden         | 8,0 %    | 7,9 %      |

| Merkmal                                  | Lustenau           | Vorarlberg         |
| Staatsbürgerschaft                       | Staatsbürgerschaft | Staatsbürgerschaft |
| ---------------------------------------- | ------------------ | ------------------ |
| Österreich                               | 85,6 %             | 86,8 %             |
| Rest der EU                              | 3,6 %              | 4,1 %              |
| Türkei und Nachfolgestaaten Jugoslawiens | 9,0 %              | 6,5 %              |
| übrige Staaten                           | 1,8 %              | 2,6 %              |
| Bildungsstand der über 15-jährigen       |                    |                    |
| Pflichtschule                            | 39,6 %             | 33,2 %             |
| Lehre                                    | 26,2 %             | 31,0 %             |
| BMS                                      | 16,3 %             | 15,9 %             |
| AHS                                      | 3,7 %              | 4,1 %              |
| BHS                                      | 6,9 %              | 6,9 %              |
| Hochschule                               | 7,3 %              | 8,9 %              |

Die blühende Stickereiindustrie hatte in den 1960er und 1970er Jahren eine starke Zuwanderung von Gastarbeitern aus der Türkei und – in wesentlich geringerem Umfang – aus Jugoslawien zur Folge. Der sinkende Anteil der ausländischen Staatsbürger von 16,1 % 2001 auf 14,4 % 2011 ist auf Einbürgerungen zurückzuführen, der Anteil von im Ausland geborenen Lustenauern stieg im selben Zeitraum von 16,2 % auf 18,5 %. Bemerkenswert ist auch, dass bei der Volkszählung 2001 bei 2000 türkischen Staatsbürgern und 1533 in der Türkei geborenen Personen 2789 Einwohner, also wesentlich mehr, Türkisch als Umgangssprache angaben.

### Besonderheiten
Der Reichshof Lustenau war aufgrund seiner politischen Sonderstellung über Jahrhunderte hinweg vergleichsweise stark von seiner Umgebung abgeschottet. Erst ab 1837 wurden fremde Männer als Bürger aufgenommen. Aufgrund dessen hat sich in Lustenau ein markanter Dialekt entwickelt und erhalten, der sich von den anderen alemannischen Dialekten der Umgebung erkennbar unterscheidet. Wesentliche Abgrenzungsmerkmale sind vor allem häufige Triphthonge („Brouöt“ für Brot, „Lauöb“ für Laib), eingeschobene n und m in zahlreichen Wörtern („Muns“ für Maus, „Schumfl“ für Schaufel), ein Ersetzen von ss durch ch („lach mi“ für lass mich, „dach“ für dass, „i muöch“ für ich muss), eine Vielzahl von eigenen Mundartwörtern und eine auffällige Sprachmelodie. Seit der Mitte des 20. Jahrhunderts vermischt sich der Lustenauer Dialekt zunehmend mit den Mundarten der Umgebung.
Eine weitere Folge der jahrhundertelangen Eigenständigkeit Lustenaus ist die Dominanz einiger weniger Familiennamen. Die im Jahre 1806 gezählten 1998 Einwohner verteilten sich auf lediglich 19 Familiennamen, die auch 1950 noch von 60 % der Bevölkerung getragen wurden. Diesem Umstand ist es zu verdanken, dass die Verwendung von Haus- oder Vulgonamen seit dem 17. Jahrhundert bis ins späte 20. Jahrhundert in Lustenau noch stärker ausgeprägt war als im restlichen Vorarlberg.

## Politik

### Gemeindevertretung
Die 36 Mitglieder der Gemeindevertretung werden alle fünf Jahre neu gewählt. Der Bürgermeister führt den Vorsitz über die monatlich stattfindenden Gemeindevertretungssitzungen, in denen kommunale Belange diskutiert und entsprechende Beschlüsse gefasst werden. Eine Einbindung der Bevölkerung in die Entscheidungsprozesse ist dadurch gewährleistet, dass die Sitzungen generell öffentlich sind und am Beginn jeder Sitzung eine Fragestunde stattfindet.

#### Sitzverteilung nach den Wahlen
- Gemeindevertretungswahlen 1985: FPÖ 19, ÖVP 12, SPÖ 3, Alternative Liste 2.[46]
- Gemeindevertretungswahlen 1990: FPÖ 18, ÖVP 9, Alternative Liste 5, SPÖ 4.[47]
- Gemeindevertretungswahlen 1995: FPÖ 21, ÖVP 8, GRÜNE 4, SPÖ 2, LIF 1.[48]
- Gemeindevertretungswahlen 2000: FPÖ 16, ÖVP 12, GRÜNE 6, SPÖ 2.[49]
- Gemeindevertretungswahlen 2005: FPÖ 15, ÖVP 14, GRÜNE 4, SPÖ 2, Lise Halil Ilgec 1.[50]
- Gemeindevertretungswahlen 2010: ÖVP 19, FPÖ 11, GRÜNE 4, SPÖ 2.[51]
- Gemeindevertretungswahlen 2015: ÖVP 20, FPÖ 9, GRÜNE 5, Tekelioglu 1, SPÖ 1.[52]
- Gemeindevertretungswahlen 2020: ÖVP 17, FPÖ 8, GRÜNE 7, NEOS 2, SPÖ 1, HaK 1.[53]
- Gemeindevertretungswahlen 2025: ÖVP 14, FPÖ 10, GRÜNE 9, NEOS 2, SPÖ 1.[54][55]

### Gemeindevorstand

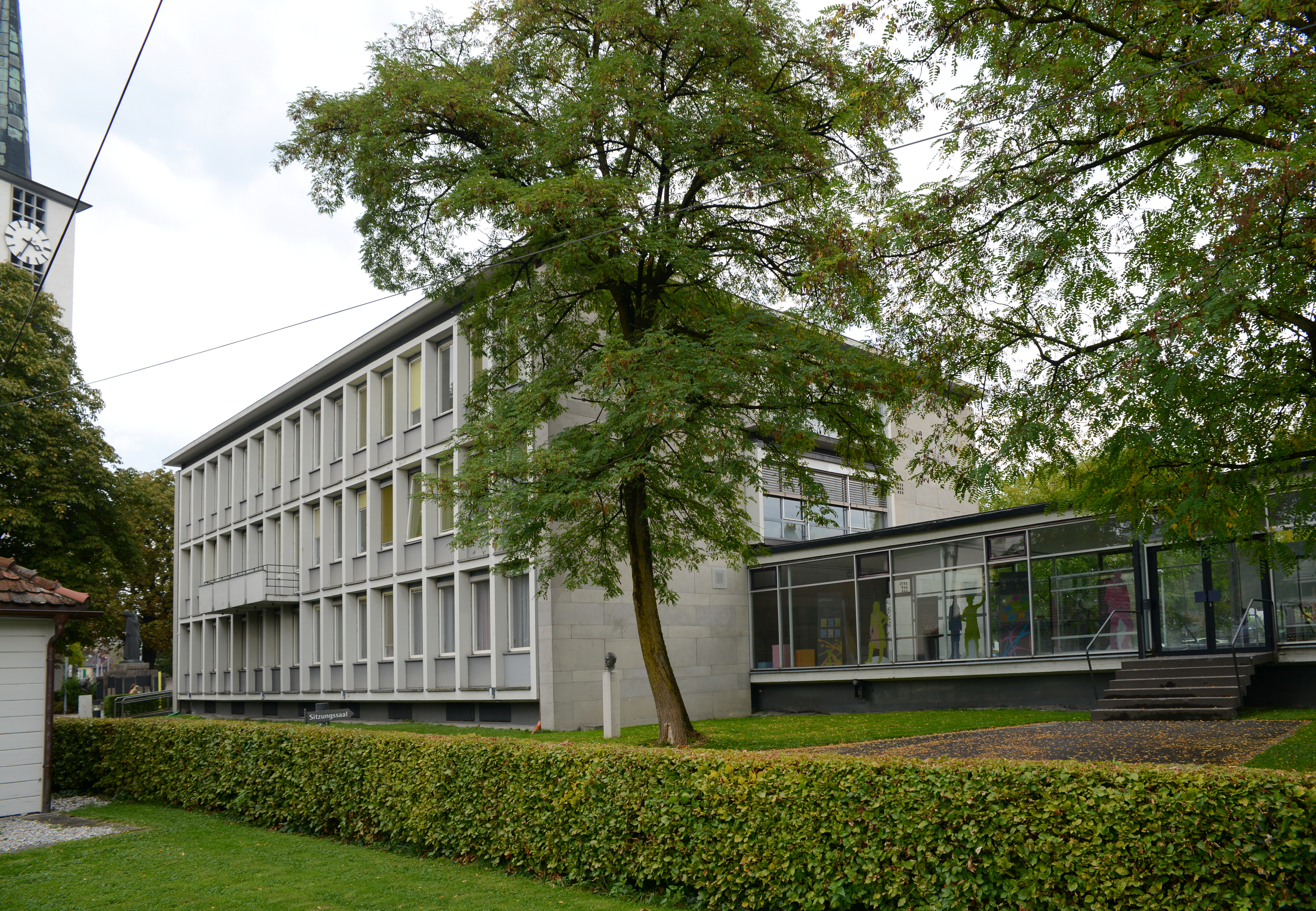
Das 1958 fertiggestellte Rathaus steht unter Denkmalschutz

Der Gemeindevorstand besteht aus neun Mitgliedern und fasst seine Beschlüsse unter dem Vorsitz des Bürgermeisters. Er wurde bei der konstituierenden Sitzung der Gemeindevertretung am 11. April 2025 gewählt.
| Name                  | Partei | Ressort                                     |
| --------------------- | ------ | ------------------------------------------- |
| Martin Fitz           | FPÖ    | Vizebürgermeister, Hochbau, Tiefbau         |
| Nadine Peschl         | ÖVP    | Kultur                                      |
| Simon Vetter          | Grüne  | Klima, Umwelt, Energie                      |
| Simon Ender           | ÖVP    | Wirtschaft                                  |
| Nicole Feurstein-Hosp | FPÖ    | Kinder, Jugend und Familie                  |
| Eveline Mairer        | Grüne  | Digitalisierung, EU-Agenden, Landwirtschaft |
| Benedicte Hämmerle    | ÖVP    | Soziales, Gesundheit, Senioren              |
| Doris Dobros          | FPÖ    | Bildung                                     |
| Nadine König          | ÖVP    | Sport                                       |

### Bürgermeister

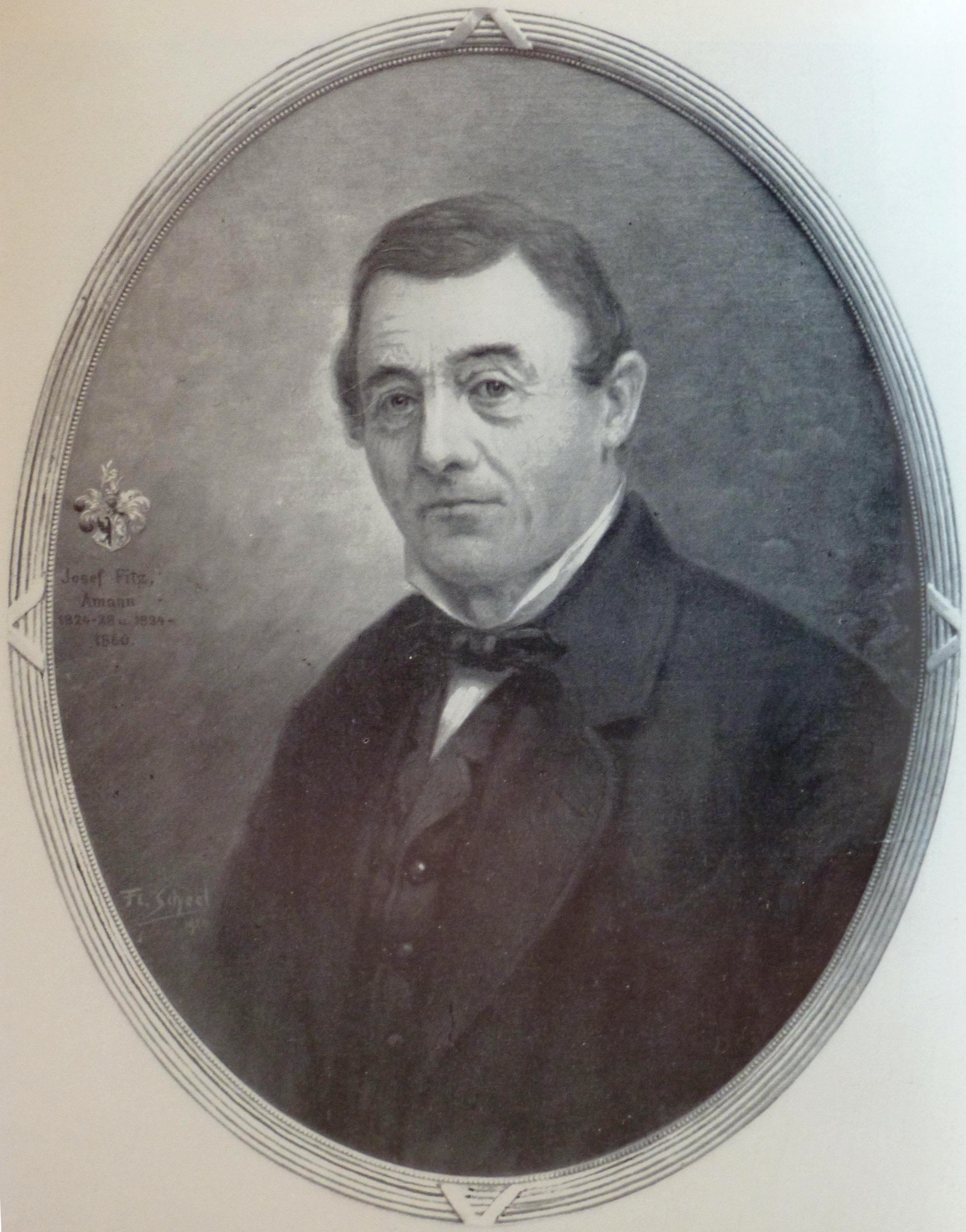
Josef Fitz leitet von 1832 bis 1860 als Ammann bzw. Gemeindevorsteher die Geschicke Lustenaus

Der im Jahre 1395 amtierende Ammann Hans Benst ist das erste urkundlich belegte Oberhaupt der Gemeinde Lustenau. Bis 1806, also solange Lustenau ein freier Reichshof war, wurden die Ammänner aufgrund von Vorschlägen der Gemeindebürger vom Landesfürsten bestimmt. Im Laufe des 19. Jahrhunderts entwickelte sich nach und nach ein demokratisches Wahlrecht, und der Begriff des „Ammanns“ wurde mit der Zeit von der Bezeichnung „Ortsvorsteher“ abgelöst. Nach der Markterhebung Lustenaus 1902 schließlich setzte sich die Amtsbezeichnung „Bürgermeister“ durch.
Seit dem Jahr 2000 wird in Lustenau der Bürgermeister in einer Direktwahl gleichzeitig mit, aber unabhängig von der Gemeindevertretung gewählt.
Die folgende Grafik zeigt die Bürgermeister seit der Markterhebung 1902 als Zeitleiste 2025–1900 (mit gestürzter Zeitskala)

### Wappen

Siegel des Hofammans Hans Hagen aus dem 17. Jahrhundert; im unteren Drittel ist das Schild mit dem Wappenlöwen zu sehen

Das Wappen der Marktgemeinde Lustenau zeigt einen gekrönten, auf den Hinterbeinen stehenden Löwen, der zwischen seinen Vorderpranken ein silbernes Schild hält, auf dem drei mit einer roten Schleife zusammengebundene Ähren abgebildet sind.
Am 14. Jänner 1902 verlieh Kaiser Franz Joseph I. der Gemeinde das Recht zur Führung des althergebrachten Lustenauer Wappens, welches eine Modifizierung des reichshöfischen Siegels darstellt. Der im Zentrum stehende Löwe dürfte ursprünglich aus dem Wappen des Hofammanns Magnus Hagen stammen, das diesem 1599 verliehen worden war. Auch die Krone, die der Löwe trägt, weist in die reichshöfische Zeit zurück. Die drei Ähren im Schild erinnern an die einstige Bedeutung des Getreideanbaus in Lustenau.

## Infrastruktur

### Energieversorgung
Anlässlich des Energieraumplans 2019 wurde der Gesamtenergiebedarf der Wohngebäude Lustenaus mit 172 GWh ermittelt. Öl und Gas dominieren die Energieversorgung, nur 10 % des Energieverbrauchs in der Gemeinde stammt aus erneuerbaren Quellen.
Das Umspannwerk Lustenau wird von der Vorarlberger Energienetze GmbH, einer Tochter der illwerke vkw, betrieben und versorgt die gesamte Gemeinde mit elektrischem Strom.
Auch das Erdgasnetz, ebenfalls von den Vorarlberger Energienetzen betrieben, deckt das gesamte Gemeindegebiet ab. In Lustenau befinden sich vier Erdgas-Hochdruckstationen. Bereits bei der Gründung der Vorarlberger Gasgesellschaft 1913 gehörte Lustenau gemeinsam mit Dornbirn zu den ersten Gemeinden Vorarlbergs, in denen ein Gasnetz aufgebaut wurde.
Im Norden Lustenaus, in direkter Nachbarschaft zum Bahnhof, betreibt die OMV das kleinste ihrer vier österreichischen Tanklager mit einem Speichervermögen von 5740 m³. Das Lager wird sowohl vom OMV-Tanklager Lobau als auch aus Deutschland, Belgien und den Niederlanden beliefert, wird jährlich fast 40 Mal umgeschlagen und versorgt ganz Vorarlberg mit Mineralölprodukten.
Die Gemeinde Lustenau betreibt im Rathaus ein hauptsächlich mit Hackschnitzeln betriebenes Biomasse-Nahwärmeheizwerk, das mit 40 m² Sonnenkollektoren auf dem Dach des Gebäudes kombiniert ist. Mit einem Gesamtnetz von unter einem Kilometer Länge werden sieben öffentliche Gebäude und zehn Wohnhäuser beheizt und mit Warmwasser versorgt. Der Rest der Gemeinde hat derzeit noch keine Anschlussmöglichkeit an Nah- oder Fernwärme, es ist jedoch im Betriebsgebiet Heitere ein Biomasse-Heizkraftwerk geplant, das 100 bis 200 Gebäude mit Fernwärme versorgen soll. Das bestehende Nahwärmenetz im Ortszentrum soll dabei integriert werden. Die ursprünglich für Herbst 2024 geplante Fertigstellung verzögert sich voraussichtlich auf Herbst 2026, dafür wurde das geplante Leitungsnetz von 12 auf 17 Kilometer erweitert.

### Verkehr
Lustenau liegt abseits der Nord-Süd-Hauptverkehrsachse durch das Rheintal (Bregenz – Dornbirn – Feldkirch), ist jedoch sowohl im Straßen- wie auch im Schienenverkehr neben Feldkirch der wichtigste Grenzort zur Schweiz.

#### Straßenverkehr
Die Rheinstraße (L 203) durchzieht Lustenau von Süden nach Norden und stellt die Verbindung nach Hohenems und Hard dar. Die von Dornbirn kommende, außerhalb des Ortsgebiets vierspurig ausgebaute Lustenauer Straße (L 204) mündet im Süden der Gemeinde in die L 203 und zweigt nach etwa 1,7 km zur Bundesgrenze zur Schweiz ab. Die Transitroute München – Zürich führt auf diesen beiden Straßen mitten durch das Gemeindegebiet Lustenaus. Der Durchreiseverkehr, aber auch der Einkaufsverkehr aus der Schweiz in das untere Rheintal, ist ein stetig wachsendes Problem für die betroffenen Ortsteile.
Die vier Brücken über den Rhein führen (von Norden nach Süden) nach Höchst, Au (CH), Widnau (CH) und Diepoldsau (CH). Weitere wichtige Straßenverbindungen bestehen (im Uhrzeigersinn) nach Hard, Wolfurt, Dornbirn und Hohenems.

#### Schienenverkehr

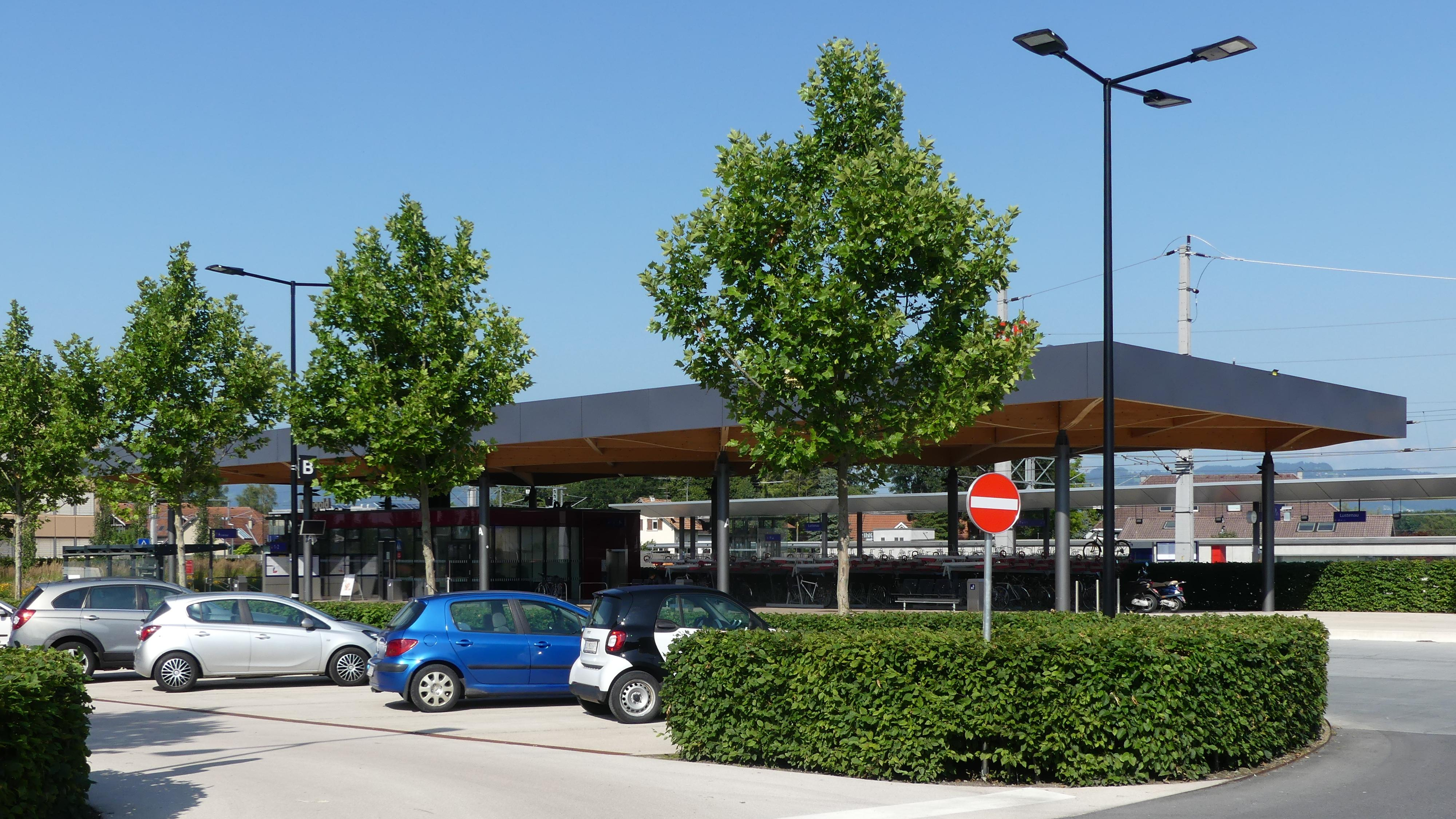
Bahnhof Lustenau

Der unbesetzte Bahnhof Lustenau liegt an der Bahnstrecke St. Margrethen–Lauterach, die in diesem Bereich eingleisig verläuft und mit der ÖBB-Rheinbrücke Lustenau den Rhein überquert. Während alle der halbstündlich bis stündlich zwischen Bregenz und St. Margrethen verkehrenden Züge der S-Bahn-Linie 3 im Bahnhof Lustenau halten, fahren die EuroCity-Züge der Verbindung München – Zürich ohne Halt durch. Seit Dezember 2021 verbindet eine Regionalzuglinie (R5) Lustenau zur Hauptverkehrszeit mit Dornbirn bzw. Feldkirch. Mittelfristig soll dieses Angebot ganztägig ausgebaut werden. Im Zielnetz 2040 des BMK ist der zweigleisige Ausbau der Strecke zwischen Lustenau und Hard vorgesehen.
Trotz seiner Lage am äußersten nördlichen Siedlungsrand dient der in den Jahren 2016 bis 2020 vollkommen neu gestaltete Bahnhof als Knotenpunkt für den gesamten öffentlichen Nahverkehr in und rund um Lustenau.
Bis zum 11. Juni 2011 existierte im Abstand von etwa 800 Metern noch die Haltestelle Lustenau Markt, die anlässlich von Bauarbeiten an der Strecke aufgelöst wurde.

#### Öffentlicher Nahverkehr
Elf Buslinien des Landbus Unterland führen durch Lustenau und ermöglichen eine umsteigefreie Fahrt nach Gaißau, Höchst, Fußach, Hard, Bregenz, Lauterach, Wolfurt, Dornbirn, Hohenems, Götzis, Heerbrugg und Widnau. Während alle anderen Linien Lustenau mit den Nachbargemeinden verbinden, verkehrt die Linie 166 (vormals 51a) nur innerhalb des Gemeindegebiets. Besonderheit ist die grenzüberschreitende Linie 351, die von Heerbrugg über Lustenau nach Dornbirn führt und von RTB Rheintal Bus betrieben wird.
Von 1902 bis 1938 bestand Vorarlbergs einzige Straßenbahnverbindung von Lustenau nach Dornbirn, im Volksmund „Tram“ genannt. Im August 2004 von den Vorarlberger Grünen präsentierte Pläne für eine Ringstraßenbahn im unteren Vorarlberger Rheintal, die Lustenau mit den umliegenden Gemeinden verbinden würde, wurden zwar von der Rhomberg Gruppe geprüft und für umsetzbar befunden, im März 2011 aber vom mit der Verkehrsplanung betrauten Regionalforum ausgeschieden.

### Wasserversorgung und Kanalisation
Die über 5000 Haushalte in Lustenau werden über ein 235 km umfassendes Leitungssystem mit Trinkwasser aus eigener Gewinnung versorgt. Zusätzlich ist Lustenau auch Mitglied im Trinkwasserverband Rheintal, womit eine ausreichende Wasserversorgung auch in Krisen- und Spitzenzeiten sichergestellt wird.
Jährlich fallen in Lustenau rund 2,4 Millionen m³ Abwasser an. Der Ausbau der Kanalisation stellte sich aus mehreren Gründen als besonders aufwändig dar: ungünstige Bodenverhältnisse bedingen die Stützung fast jedes einzelnen Rohres durch Piloten, das geringe Gefälle im Ortsgebiet machte die Errichtung von fünf Hauptpumpwerken (davon ein Vakuumpumpwerk) und 75 Kleinpumpwerken notwendig, und die stark zersiedelte Struktur der Gemeinde führte zu einem Gesamtkanalnetz von 240 km Länge.

### Abfallwirtschaft
Für die Sammlung von Verpackungen aus Glas und Metall stehen an 18 öffentlichen Sammelstellen Container zur Verfügung. Verpackungen aus Kunststoff und Restmüll werden in Müllsäcken in jedem Haushalt gesammelt und im zweiwöchentlichen Rhythmus abgeholt, Bioabfall wöchentlich. Für jedes Wohngebäude ist eine Altpapiertonne aufgestellt, die zwei- bis vierwöchentlich geleert wird.
Die kostenpflichtige Annahme von Sperrmüll sowie die kostenlose Entsorgung von Problemstoffen wird über das am nördlichen Rand der Gemeinde liegende Abfallsammelzentrum Königswiesen abgewickelt, das von Loacker Recycling betrieben wird.

### Bildung

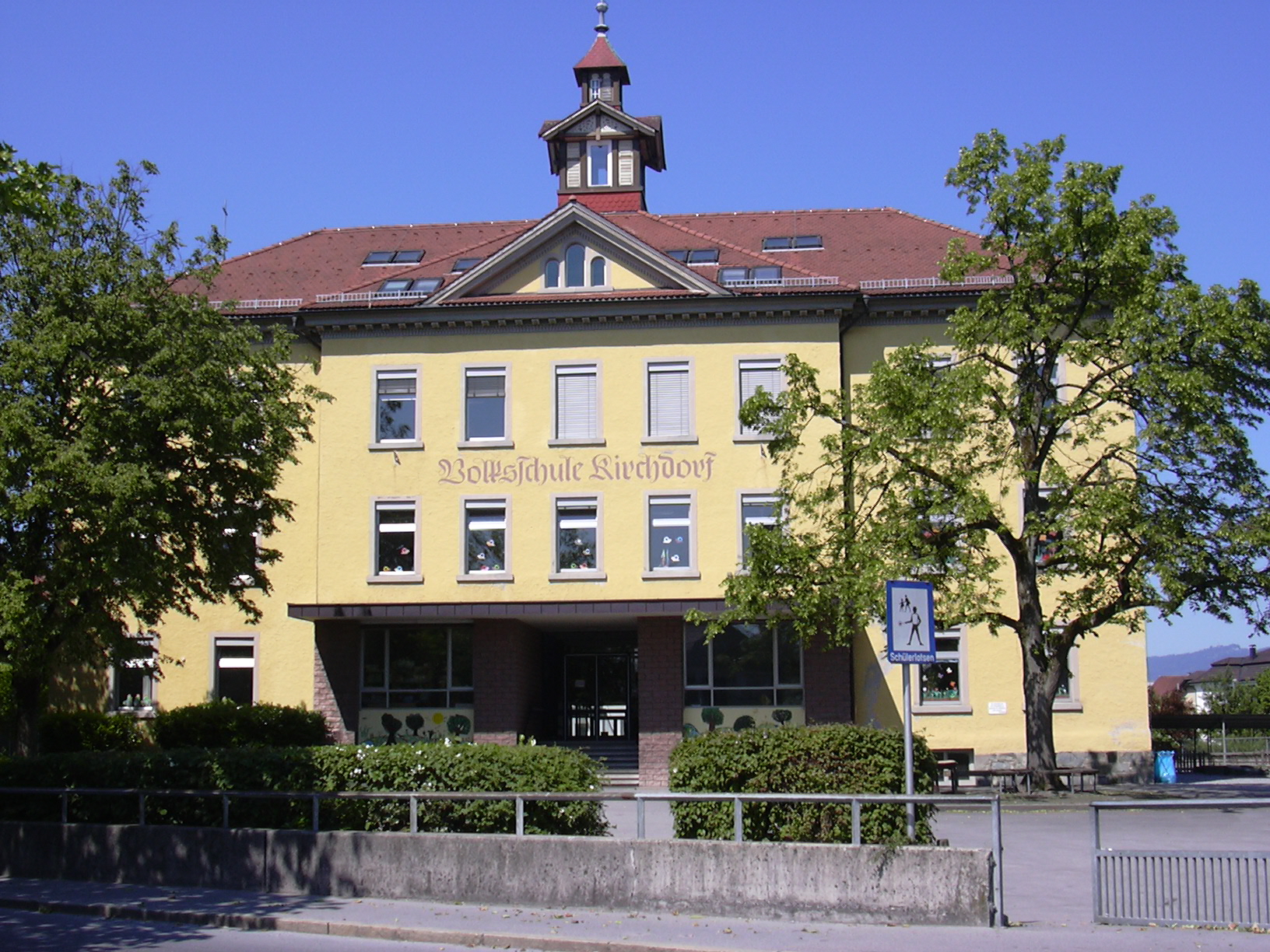
Volksschule Lustenau-Kirchdorf

In Lustenau gibt es einen privaten und elf öffentliche Kindergärten, fünf Volksschulen (Hasenfeld, Kirchdorf, Rheindorf, Rotkreuz und Private Volksschule Elia), drei Mittelschulen (Hasenfeld, Kirchdorf und Rheindorf) und ein Sonderpädagogisches Zentrum sowie ein Bundesgymnasium und eine Bundeshandelsakademie und Bundeshandelsschule.
Die Rheintalische Musikschule mit einem Seminar für Jazz und Popmusik (Jazzseminar) sowie regelmäßige Veranstaltungen der Volkshochschule Bregenz ergänzen das Bildungsangebot.

### Gesundheit und Soziales
Die medizinische Versorgung in Lustenau wird durch über 50 Ärzte und Therapeuten und drei Apotheken sichergestellt. Das nächstgelegene Krankenhaus ist in Dornbirn.
Die Gemeinde unterhält zwei Seniorenhäuser, wobei eines der beiden mit anderen sozialen Einrichtungen zusammen das Sozialzentrum im Schützengarten bildet.

## Wirtschaft

### Wirtschaftsstandort Lustenau

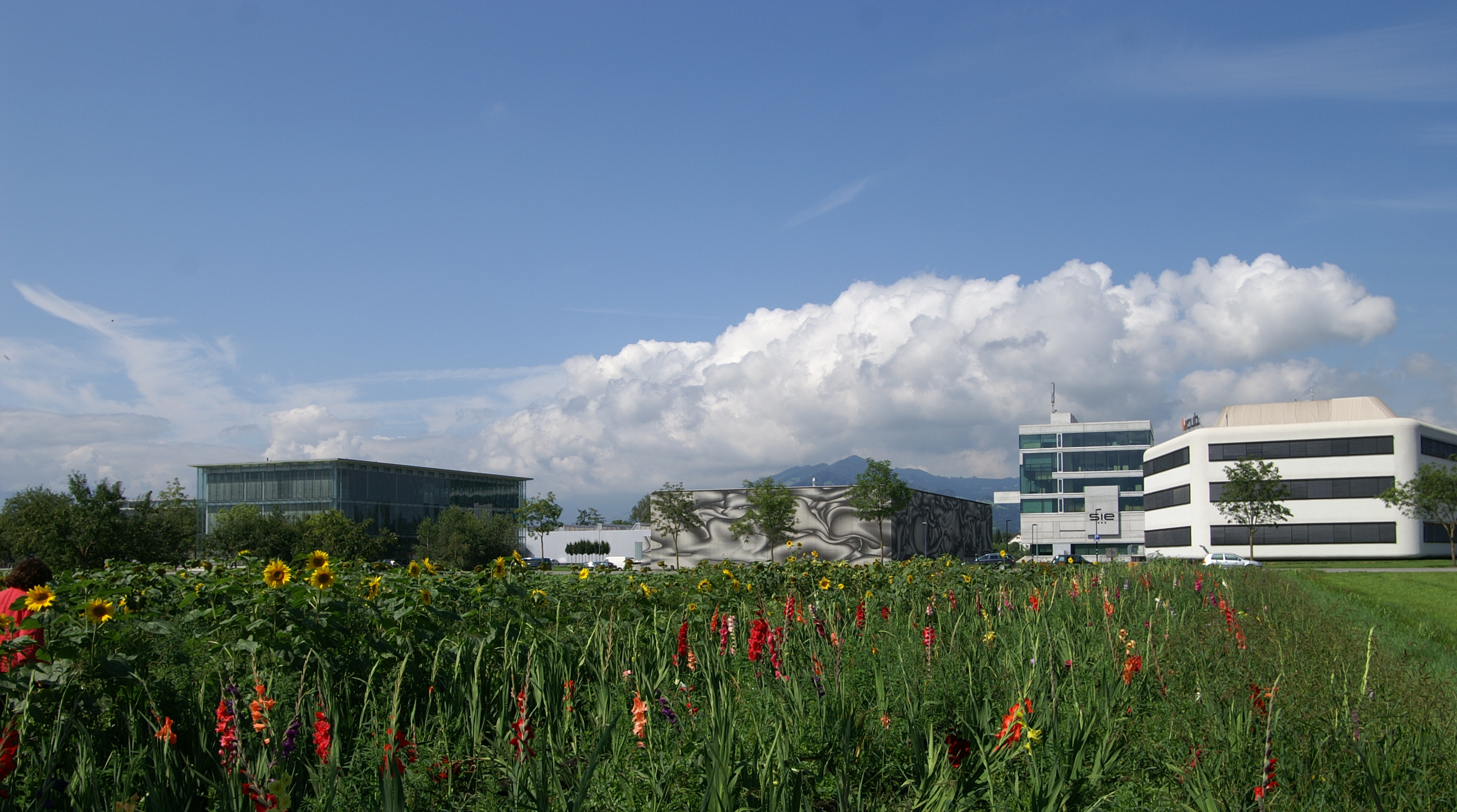
Industriegebiet Millennium-Park

Die Marktgemeinde Lustenau bewirbt sich selbst offensiv als „Topstandort für Unternehmen“. In den späteren 1980er Jahren – nicht zufällig unmittelbar nach dem Niedergang der bis dahin dominierenden Stickereiindustrie – wurde das Betriebsgebiet Nord geschaffen, später folgte das Industriegebiet Millennium Park. Rund um den Bahnhof und in der Parzelle Vorach entstanden weitere Betriebsgebiete rund um bestehende Industriebauten. Ein fünftes Betriebsgebiet in der Parzelle Heitere im Süden Lustenaus wird gerade entwickelt. Alle fünf zusammen umfassen etwa 70 Hektar Fläche, wovon im Jahr 2020 noch 25 Hektar ungenutzt sind. Es besteht ein Masterplan für die Weiterentwicklung der Betriebsgebiete.
Die Branchenverteilung in Lustenau ist ausgewogen: Insgesamt sind mit Stand 2020 1.515 Betriebe angesiedelt und rund 10.500 Menschen beschäftigt. Dabei sind 35 % der Unternehmen dem Dienstleistungssektor zuzuordnen, 22 % dem Handel, 14 % der Herstellung von Waren und 11 % dem Gesundheits-, Sozial- und Schulwesen.
Eine Interessensgemeinschaft von über 210 Lustenauer Unternehmen, das Lustenau Marketing, wurde dazu geschaffen, durch Netzwerk-Veranstaltungen und betriebsübergreifende Initiativen den Standort Lustenau weiter zu stärken.

### Arbeitsstätten und Erwerbstätige
In der Gemeinde bestanden zum Stichtag 31. Oktober 2011 insgesamt 1.525 Arbeitsstätten, wobei an 80 % weniger als fünf und an 95 % weniger als 20 unselbständige Erwerbstätige beschäftigt waren. Die Anzahl der Arbeitsplätze in Lustenau stieg zwischen den Registerzählungen 2001 und 2011 von 7.525 auf 10.443 und damit um 39 %.
Weit mehr als die Hälfte der im Ort Beschäftigten pendelt nach Lustenau ein, die wichtigsten Herkunftsgemeinden sind dabei naturgemäß die Nachbarn Dornbirn, Höchst und Hohenems sowie die Landeshauptstadt Bregenz.
Bemerkenswert ist, dass sich die Zahl der Einpendler aus anderen österreichischen Bundesländern von 2001 bis 2011 versechzehnfacht hat und inzwischen über ein Drittel der gesamten Einpendler umfasst.
Bei der letzten Volkszählung 2011 wurden 10.097 erwerbstätige und 611 arbeitslose Personen mit Wohnsitz in Lustenau verzeichnet. Nur 40 % der erwerbstätigen Lustenauer arbeiten in ihrer Heimatgemeinde, fast 9 % pendeln ins Ausland.
Weitere wichtige Pendelziele sind Dornbirn, Bregenz und Höchst.

## Kultur und Sehenswürdigkeiten

### Bauwerke

#### Pfarrkirchen

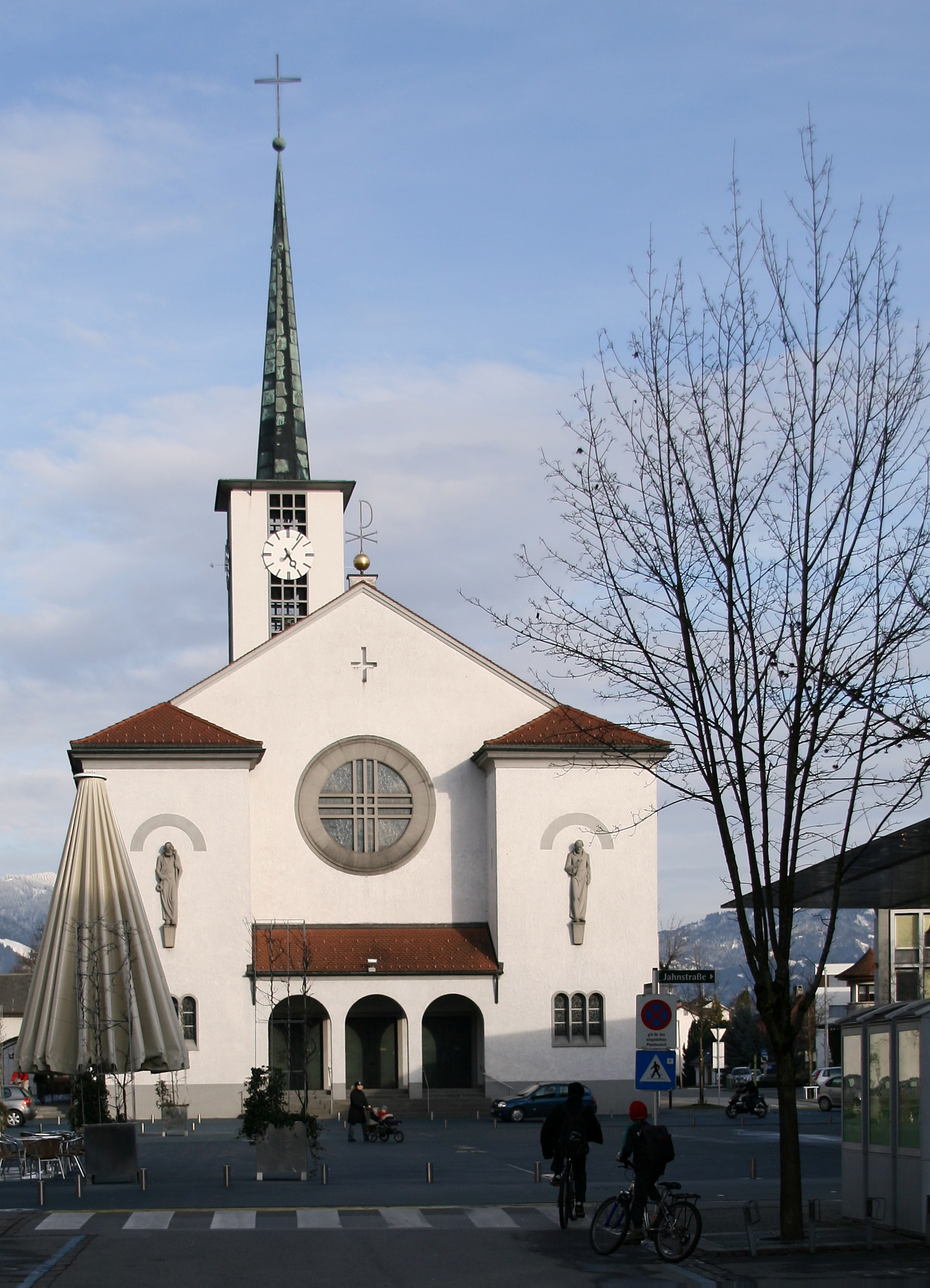
Pfarrkirche St. Peter und Paul

Die Pfarrkirche St. Peter und Paul geht auf eine dreischiffige Kirche mit Kuppelturm zurück, die 1830 nach Plänen von Alois Negrelli auf den Fundamenten einer älteren Kirche gebaut wurde. Bereits bei der Einweihung 1832 zeigten sich die Einwohner sehr unzufrieden mit dem schwerfälligen, düsteren Gebäude.
1872 bis 1875 wurde sie in eine Hallenkirche mit Flachdecken umgewandelt, auch der Turm wurde dabei erhöht. Sowohl eine grundlegende Renovierung von 1951 bis 1960 nach Plänen von Otto Linder als auch ein weiterer Umbau in den Jahren 1990/91 aus der Feder der Architektengemeinschaft Kaufmann-Lenz-Dietrich aus Schwarzach wurden in der Bevölkerung höchst kontrovers diskutiert, da beide Male das Gesicht der Kirche radikal verändert wurde. Im Jahre 1998 wurde eine neue Orgel geweiht.
Mit der Erlöserkirche, die zwischen 1933 und 1935 nach Plänen von Willibald Braun und Emanuel Thurnher gebaut wurde, erhielt der nördliche Teil Lustenaus („Rheindorf“) ein eigenes Gotteshaus. Sie wurde am 22. Oktober 1939 geweiht und am 1. Oktober 1940 zum Vikariat der Pfarre St. Peter und Paul erhoben. Seit 1. Juli 1951 ist die Erlöserpfarre eine eigene Pfarrei.
Eine umstrittene Renovierung im Jahre 1986 veränderte das Innere des Gebäudes stark. 1995 wurde die Orgel erneuert.
1969 bis 1975 wurde im südlichen Teil Lustenaus, „Hasenfeld“, die Pfarrkirche zum Guten Hirten nach Plänen von Heinrich Tritthart gebaut. Es handelt sich um einen sechseckigen Betonbau, der bewusst keine Fenster hat. Statt eines Kirchturms befindet sich ein mächtiges Holzkreuz auf dem ebenfalls sechseckigen Kirchplatz. Das dreiteilige Altarbild, die Kreuzwegstationen und die Glasfenster der Seitenkapelle stammen vom polnischen Künstler Jan January Janczak.
Am 1. Jänner 1977 wurde das Pfarrvikariat Hasenfeld eingerichtet, das am 31. August 1988 zur eigenständigen Pfarre erhoben wurde.
Für die evangelischen Christen stellte die Gemeinde Lustenau von 1924 an einen Raum in der Volksschule Rheindorf zur Verfügung. Als dieser 1950 wegen Platzmangels wieder gekündigt wurde, wurde mit finanzieller Unterstützung aus der Schweiz eine Notkirche errichtet und am 11. März 1951 eingeweiht. In dem ursprünglich als Provisorium gedachten Gebäude auf der Basis eines Fertigteilhauses werden bis heute die Gottesdienste der evangelischen Glaubensgemeinschaft Lustenaus gefeiert, die zuerst der Pfarrgemeinde Bregenz und ab 1986 der Pfarrgemeinde Dornbirn zugeordnet ist.
Weiters befinden sich in Lustenau ein Königreichssaal der Zeugen Jehovas und mehrere muslimische Moscheen.

#### Kapellen

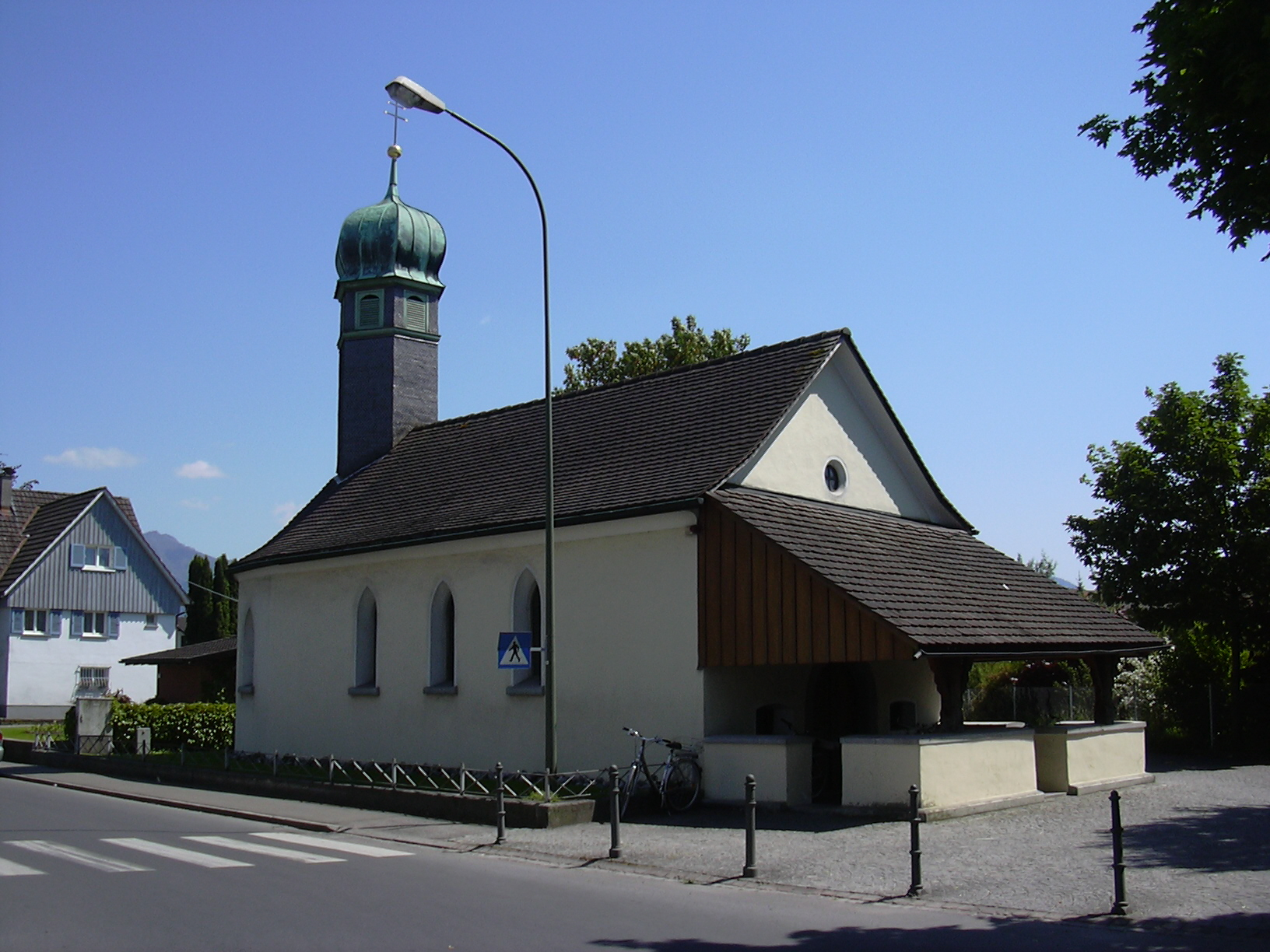
Lorettokapelle

Der älteste erhaltene Sakralbau Lustenaus ist die barocke Lorettokapelle, die 1645 von der Familie des Hofammann Hans Hagen gestiftet wurde. Im Mittelpunkt des zentralen Barockaltars steht eine gotische Marienstatue, die um 1470 entstanden ist. Bemerkenswert ist auch das Stifterbild, auf dem Hans Hagen mit seinen 13 Kindern kniend und betend dargestellt ist. Die Kapelle wurde in ihrer Geschichte mehrfach restauriert und renoviert, zuletzt in den Jahren 1988/89.
Die St. Antoniuskapelle wurde von 1898 bis 1901 hauptsächlich durch eigene Frondienste der Bewohner der Parzelle Wiesenrain errichtet. Schon damals war sie Ausdruck des Wunsches, der südlichste Teil Lustenaus solle eine eigene Pfarre bekommen, was sich aber erst 78 Jahre später mit der Weihe der Kirche zum Guten Hirten erfüllte.
Die Rosenkranzkapelle am Neunerkanal wurde vom Lustenauer Schreinermeister Sigurd Grabher aufgrund eines Gelübdes erbaut und 1989 eingeweiht. Sie befindet sich im Privatbesitz der Familie Grabher.

#### Profanbauten

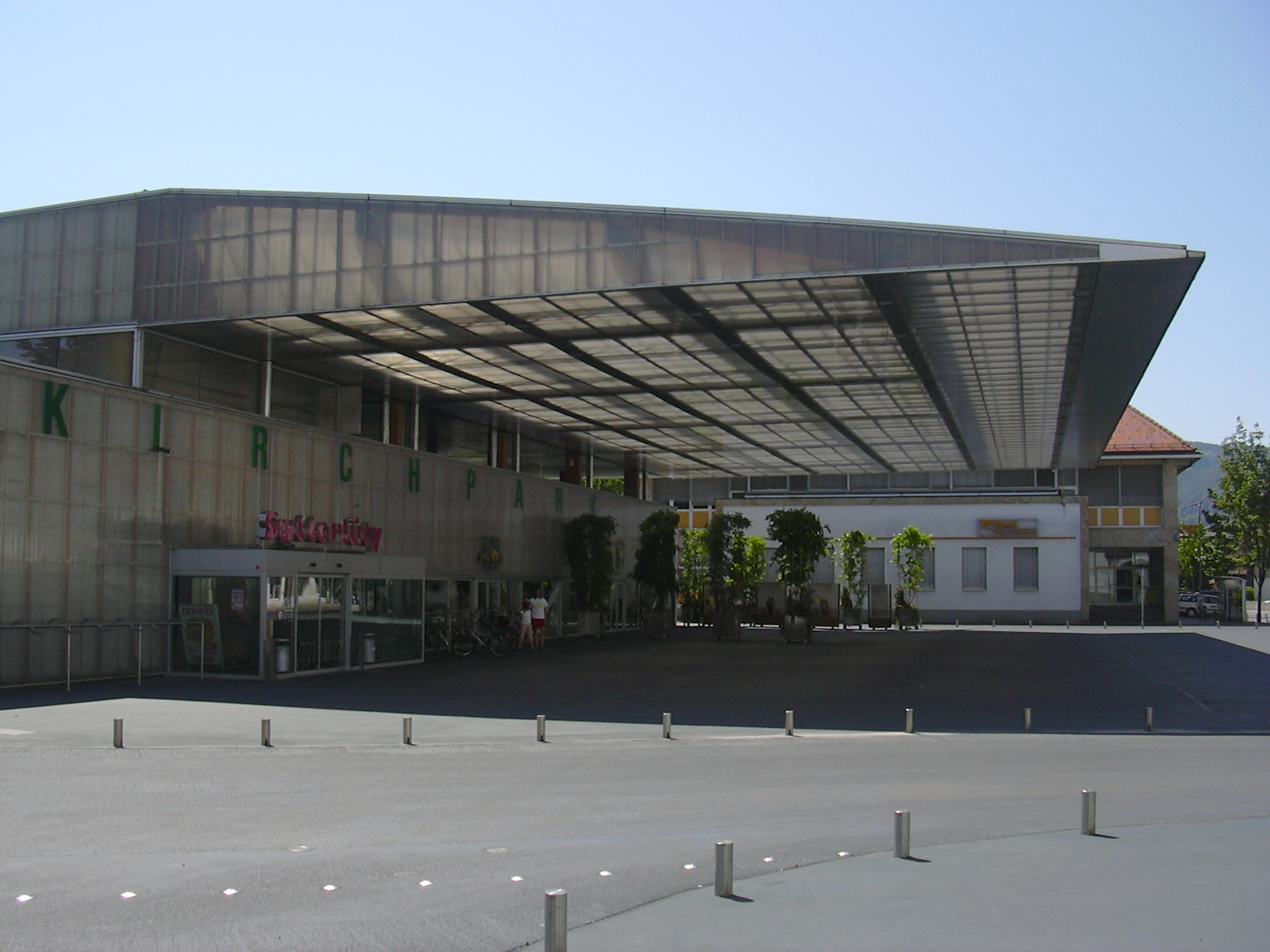
Kirchpark mit dem teilweise überdachten Blauen Platz

Auf dem Kirchplatz im Zentrum Lustenaus, wegen seiner blauen Färbung im Volksmund auch Blauer Platz genannt, finden regelmäßig Märkte und sonstige Veranstaltungen statt. Vom Einkaufszentrum Kirchpark im Zentrum Lustenaus ragt eine Vordachkonstruktion aus 2,5 m hohen Brettschichtträgern und einer Hülle aus Polykarbonatplatten 20 m ungestützt über den Platz.
Bemerkenswert sind auch eine Reihe von Industriebauten für die Stickerei und ein beachtlicher Bestand an Einfamilienhäusern mit villenartigem Charakter, beides über weite Teile der Gemeinde verstreut.

### Museen
Das Museum Rhein-Schauen zeigt die Geschichte des Rheins und seiner Regulierung und ermöglicht eine Fahrt mit der Dienstbahn der Internationalen Rheinregulierung.
In Rauch’s Radiomuseum sind rund 550 Objekte aus der Zeit von 1920 bis 1970 ausgestellt.
Das DOCK20 beherbergt über 1200 Exponate aus dem Nachlass der expressionistischen Malerin Stephanie Hollenstein, zahlreiche Werke des Lustenauer Künstlers Karl Schwärzler und eine laufend erweiterte Sammlung zeitgenössischer Künstler. Darüber hinaus finden ständig wechselnde Ausstellungen sowie verschiedene Vorträge und Präsentationen in den Räumlichkeiten statt.
2011 wurden die Bestände eines bis dahin in Dornbirn beheimateten Museums für Buchdruck nach Lustenau überführt. Seit der Wiedereröffnung als Druckwerk Lustenau in einer ehemaligen Stickerei steht neben der musealen Vermittlung diverser Drucktechniken die selbständige Nutzung der Bestände im Rahmen einer offenen Druckwerkstatt im Vordergrund.
Dem hohen Stellenwert der Stickereiindustrie in Lustenau wurde durch das Stickereimuseum mit angeschlossenem Museum Shop Rechnung getragen. Anfang des Jahres 2015 löste die Lustenauer Stickereiwirtschaft das Museum auf und vermachte die Sammlung der Marktgemeinde Lustenau, die an einem geeigneten Ort die Ausstellung wieder eröffnen möchte.

### Musik
Seit 1975 richtet der Jazzclub Lustenau regelmäßig Jazzkonzerte aus. So sind Weltstars wie Dexter Gordon, Michel Petrucciani oder Chet Baker schon in Lustenau aufgetreten.
Unter dem Titel Sommer.Lust am Platz finden jeden Freitag von Anfang Juni bis Ende August Open-Air-Konzerte verschiedener Musikrichtungen auf dem Kirchplatz bei freiem Eintritt statt.
Der Kultur- und Jugendverein „Szene Lustenau“ veranstaltet jeden Sommer mit dem Szene Openair das größte Open-Air-Festival Westösterreichs.
In der Langen Nacht der Musik lädt die Lustenauer Gastronomie jedes Jahr im November zu einem gemischten Programm von Live-Konzerten bei freiem Eintritt. Ein kostenloser Shuttle-Bus bringt dabei die Besucher von einem Lokal zum nächsten.

### Regelmäßige Veranstaltungen

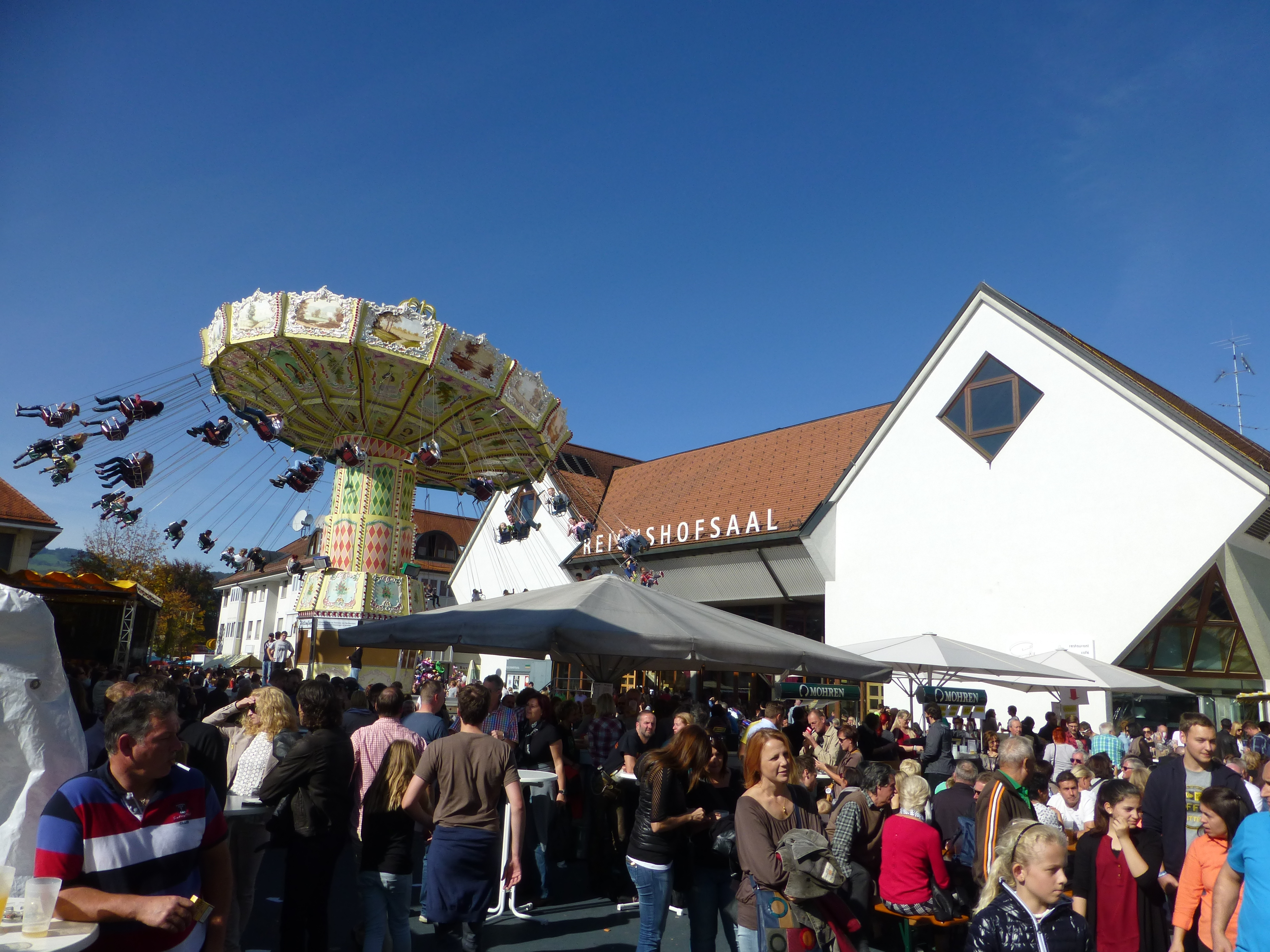
Lustenauer Kilbi

Der Luschnouar Markt (Schreibweise nach der Dialektaussprache des Ortsnamens) am Donnerstag und Samstag jeweils vormittags dient häufig als Rahmen für verschiedenartige Veranstaltungen.
Jedes Jahr am letzten Sonntag im September finden das Spielefest Lustenau in Kinderhand und der Stundenlauf zugunsten der Lebenshilfe Vorarlberg statt.
Die Kilbi, das Kirchweihfest der Pfarre St. Peter und Paul, ist das größte Volksfest Vorarlbergs. Jedes Jahr am zweiten Sonntag im Oktober bieten etwa 160 Händler rund um den Kirchplatz ihre Waren an.
Der dreitägige Lustenauer Christkindlemarkt und der Silvester am Platz beenden traditionell das Lustenauer Veranstaltungsjahr.

### Kulinarische Spezialitäten
Im Rahmen der Aktion Alt Luschtnouar Koscht bieten jedes Jahr im März verschiedene Gasthäuser und Cafés traditionelle Lustenauer Gerichte an, die größtenteils aus der klassischen Vorarlberger Küche stammen.
Untrennbar mit Lustenau und insbesondere mit der Kilbi verbunden sind Käsdönnala, ein Hefeteigfladen, der mit einer Käse-Zwiebel-Mischung belegt ist.
Lustenauer Senf wird in zahlreichen Variationen in einem traditionellen Familienbetrieb hergestellt und weltweit in Feinkostläden verkauft. Auch die Obstbrände aus dem Hause Freihof sind international bekannt.

## Sport

### Sportstätten

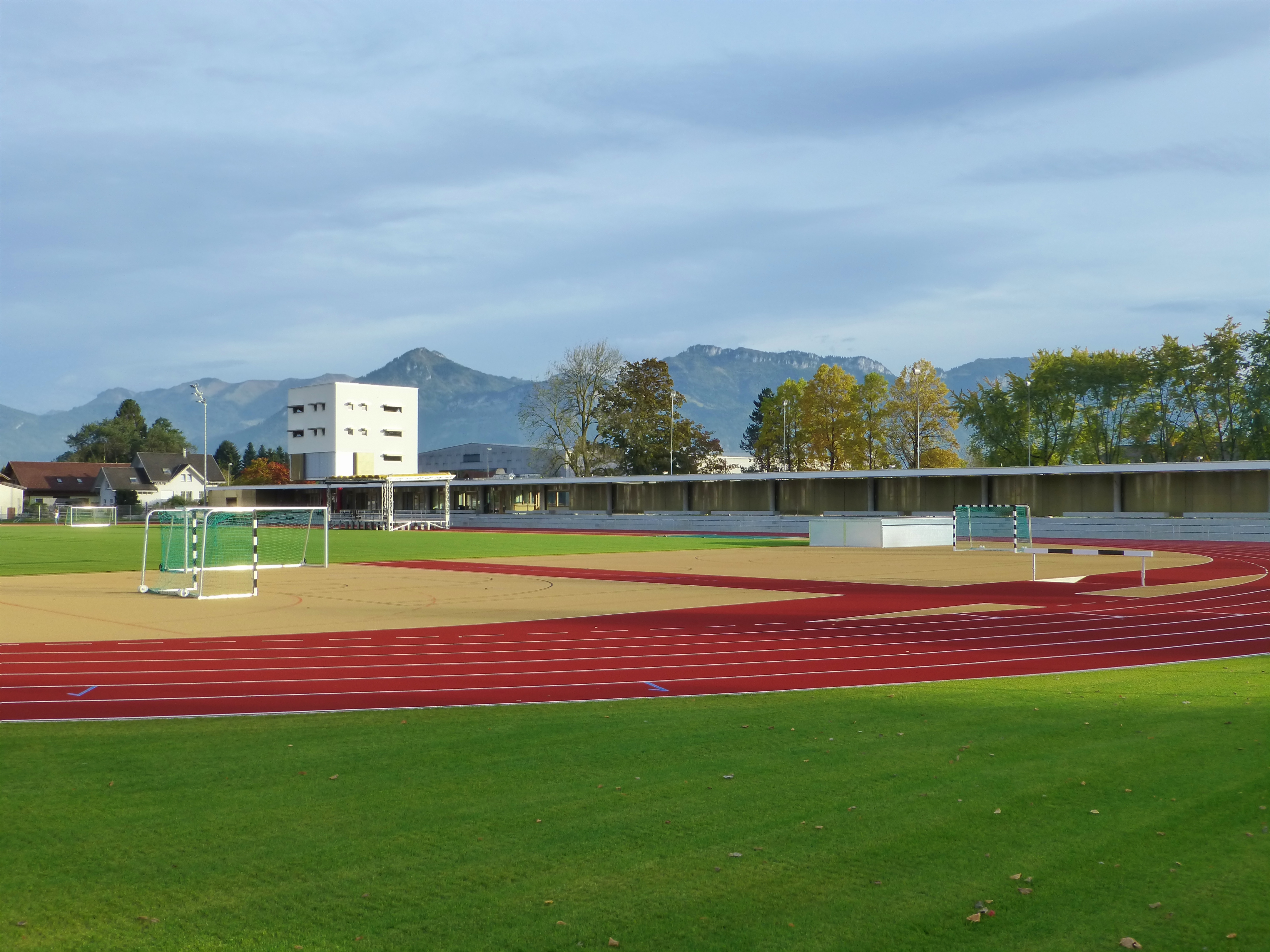
Das Parkstadion

Ein großer Teil der Sportstätten ist im Sportpark konzentriert. Neben dem Parkstadion, einem Leichtathletikstadion mit 400 m Rundlaufbahn, und dem Parkbad, einem Freibad mit 50 m Sportbecken, finden sich auch die Rheinhalle, eine Tennisanlage mit acht Sandplätzen, eine Tennishalle, ein Bogenschützenplatz, eine Sporthalle mit einer Kapazität von rund 1000 Besuchern und der Jugendplatz Habedere auf dem Gelände. Der Sportpark ist auch Ausgangs- und Endpunkt für drei markierte Laufrundkurse durchs Lustenauer Ried mit 5, 10 und 20 km Länge.
Das Reichshofstadion ist ein Fußballstadion mit einer Kapazität von 8800 Zuschauern. Seit seiner Eröffnung im Jahre 1951 ist es die Heimstätte des SC Austria Lustenau, von 2006 bis 2013 bestritt dort auch die Profimannschaft des FC Lustenau 07 ihre Heimspiele in der Ersten Liga. In unmittelbarer Nähe des Reichshofstadions stehen mehrere Rasenplätze im Rheinvorland für das Training und für Bewerbe der Nachwuchsmannschaften zur Verfügung.
Neben einem kleineren Fußballstadion an der Holzstraße und zwei weiteren Fußballplätzen am Wiesenrain wird das Sportstättenangebot durch zwei Turnhallen der Leichtathletik-Vereine, die Radlerhalle, einen Schießstand, eine zweibahnige Boccia-Anlage und zwei Hundesportplätze abgerundet.

### Sportvereine
Der FC Lustenau 07 ist der älteste Fußballverein Vorarlbergs. Nach sieben Saisonen in der Ersten Liga zog sich der Verein 2013 wieder aus dem Profifußball zurück und musste Insolvenz anmelden, konnte aber dank eines Zwangsausgleichs bestehen bleiben.
Der SC Austria Lustenau unterhält seit 1994 eine Profimannschaft, die sich seitdem in den obersten beiden Spielklassen des österreichischen Fußballs halten kann.
Da die Fußballvereine bis weit nach dem Zweiten Weltkrieg klar verschiedenen politischen Lagern zugeordnet waren – der FC den Liberalen und die Austria den Konservativen – war die Rivalität zwischen den beiden von Anfang an weit ausgeprägter als bei Lokalkonkurrenten üblich. Wenngleich die politische Zuordnung inzwischen stark verwässert ist, ist die Rivalität geblieben.
Der Eishockeyclub Lustenau (EHC Lustenau) spielt seit seiner Gründung in einer der beiden höchsten österreichischen Ligen. Er bestreitet seine Heimspiele in der Rheinhalle.
Insgesamt sind über 30 Sportvereine verschiedener Sportarten in Lustenau beheimatet.

### Sportveranstaltungen
Jährlich im Juni findet in Lustenau seit 1989 das Luschnouar Ironmännli statt – ein Sprint-Triathlon (500 m Schwimmen, 19,2 km Radfahren und 5,2 km Laufen).

## Persönlichkeiten

### Ehrenbürger
| Datum der Verleihung      | Name                         | Verdienst                                   |
| ------------------------- | ---------------------------- | ------------------------------------------- |
| 14. Dezember 1888         | Eugen Hillmann (1855–1936)   | Verdienste während des Hochwassers von 1888 |
| 19. März 1905             | Philipp Krapf (1854–1939)    | Rheinbauleiter 1890–1905                    |
| 20. Juli 1962             | Josef Bösch (1889–1969)      | Bürgermeister 1946–1960                     |
| 18. Jänner 1983 (posthum) | Robert Bösch (1922–1983)     | Bürgermeister 1960–1982                     |
| 26. Oktober 1998          | Dieter Alge (* 1940)         | Bürgermeister 1982–1993                     |
| 26. Oktober 2011          | Hans-Dieter Grabher (* 1947) | Bürgermeister 1993–2010                     |

### Söhne und Töchter der Gemeinde

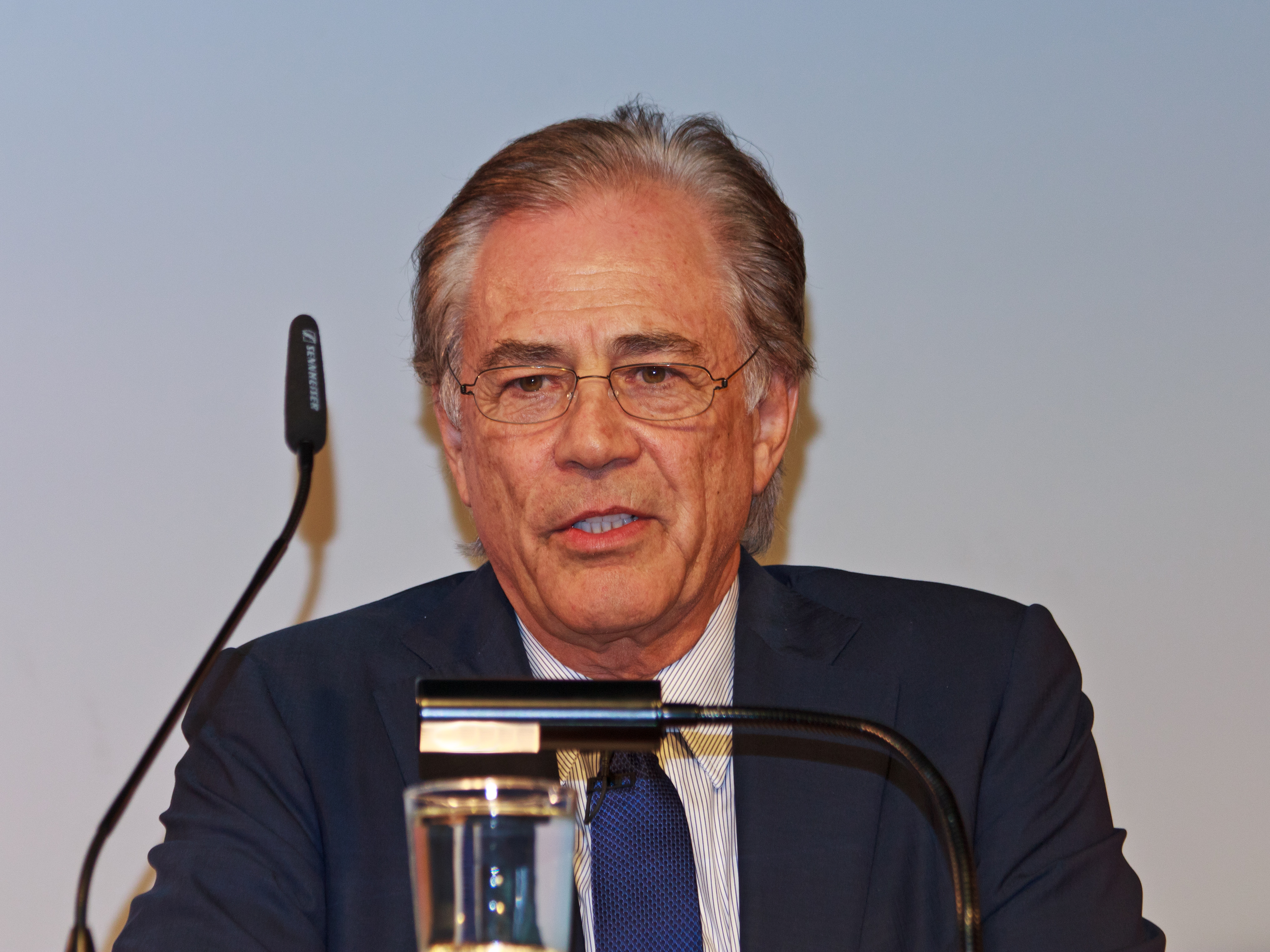
Fredmund Malik

- Josef Hollenstein (1863–1949), Politiker (CSP)
- Florus Scheel (1864–1936), Maler und Restaurator
- Karl Bösch (1879–1956), Politiker (GdP)
- Franz Riedmann (1882–1929), Sticker und Landtagsabgeordneter (SDAP)
- Beno Vetter (1882–1971), Heimatdichter
- Stephanie Hollenstein (1886–1944), Malerin
- Ferdinand Riedmann (1886–1968), Initiator der Vorarlberger Anschlussbewegung an die Schweiz
- Gebhard Grabher (1889–1966), Politiker (SDAP, SPÖ)
- Hermann Scheffknecht (1891–1982), Unternehmer
- Hannes Grabher (1894–1965), Mundartdichter
- Josef Peintner (1901–1979), Politiker (CSP, ÖVP)
- Hermann Hagen (1906–1992), Politiker (CSP, ÖVP)
- Ferdinand Jussel (1906–1957), Politiker (CSP)
- Pius Hollenstein (1907–1974), Turner
- Ernst Hollenstein (1909–unbekannt), Fußballspieler, -trainer und -funktionär
- Hans Sperger (1910–1981), Politiker, Landesrat von Vorarlberg
- Ulrich Fitz (1919–2000), Politiker (ÖVP)
- Franz Fitz (1921–1960), Fußballspieler
- Robert Bösch (1922–1983), Politiker (FPÖ)
- Pauli Hofer-Vetter (1923–2013), Malerin, Organistin, Musiklehrerin und Volksliedsammlerin
- Gregor Hoch (1936–1992), Politiker (ÖVP)
- Heinz Illigen (* 1937), Politiker (SPÖ)
- Otmar Holzer (* 1939), Politiker (ÖVP)
- Walter Bösch (* 1940), Politiker (SPÖ)
- Otto Hofer (* 1940), Humorist und Mundartautor
- Manfred Ritter (1940–2002), Psychologe
- Manfred Schurti (* 1941), Liechtensteiner Autorennfahrer
- Peter Meusburger (1942–2017), Humangeograph
- Walter Grabher-Meyer (* 1943), Politiker (FPÖ)
- Fredmund Malik (* 1944), Ökonom
- Hans-Dieter Grabher (* 1947), Politiker (FPÖ)
- Inge Sulzer (* 1947), Politikerin (ÖVP)
- Eva Schmidt (* 1952), Schriftstellerin
- Ernst Hagen (* 1952), Politiker (FPÖ)
- Walter Grahammer (* 1953), Diplomat
- Jeff Wohlgenannt (* 1953), Jazzmusiker
- Lina Hofstädter (* 1954), Schriftstellerin
- Werner Branz (* 1955), Kunstphotograph
- Helmut Krasser (1956–2014), Buddhologe und Tibetologe
- Gudrun M. Grabher (* 1957), Amerikanistin
- Albert Hofer (* 1957), Politiker (ÖVP)
- Marisa Polanec (* 1957), Politikerin (SPÖ)
- Susanne Alge (1958–2022), Schriftstellerin, Literaturwissenschaftlerin und Übersetzerin
- Udo Rabensteiner (* 1958), Bildhauer und Zeichner
- Dietmar Alge (* 1959), Politiker (ÖVP)
- Beatrice Bilgeri (* 1960), Schauspielerin
- Gerry Mayer (* 1960), Bildhauer
- Bernd Bösch (* 1961), Politiker (Die Grünen)
- Hubert Hämmerle (* 1961), Präsident der Arbeiterkammer Vorarlberg
- Günther Wehinger (* 1961), Komponist und Jazzflötist
- Roland Stecher (* 1962), Graphiker, Ausstellungsdesigner und Installationskünstler
- Christian Bernhard (* 1963), Mediziner und Politiker
- Kurt Fischer (* 1963), Politiker (ÖVP)
- Marc Girardelli (* 1963), Skiläufer
- Wolfgang Amann (* 1964), Wohnbauforscher
- Hil de Gard (* 1964), Künstlerin, Autorin und Galeristin
- Christoph Waibel (* 1965), Politiker (FPÖ)
- Jürgen-Thomas Ernst (* 1966), Schriftsteller
- Jasmine Keller-Hämmerle (* 1966), Triathletin
- Uta Belina Waeger (* 1966), bildende Künstlerin, Malerin und Objektkünstlerin
- Stefan Gehrer (* 1967), Fernsehjournalist
- Natalie Uher (* 1968), Entwicklungshelferin, Playmate, Fotomodell und Schauspielerin
- Doris Hager-Hämmerle (* 1970), Politikerin (NEOS)
- Walter Hämmerle (* 1971), Journalist
- Claus Lamm (* 1973), Psychologe
- Claudia Wohlgenannt (* 1975), Filmproduzentin
- Ingrid Hofer (* 1976), Sängerin und Kinderbuchautorin
- Alex Beer (* 1977), Schriftstellerin
- Daniel Steinhofer (* 1978), Politiker (ÖVP)
- Ivan Kristo (* 1980), Fußballspieler und -trainer
- Markus Peintner (* 1980), Eishockeyspieler
- Johannes Rhomberg (* 1980), Schauspieler
- Christine Bösch-Vetter (* 1982), Politikerin (Die Grünen)
- Nicole Feurstein-Hosp (* 1982), Politikerin (FPÖ)
- Patrick Wiedl (* 1983), Politiker (ÖVP)
- Martin Grabher-Meier (* 1983), Eishockeyspieler
- Daniel Zadra (* 1984), Politiker (Die Grünen)
- René Swette (* 1988), Eishockeyspieler
- Robert Blum (* 1989), Politiker (FPÖ)
- Tamara Bösch (* 1989), Handballspielerin
- Barbara Gasser (* 1989), Kunstturnerin
- Fabio Hofer (* 1991), Eishockeyspieler
- Pius Grabher (* 1993), Fußballspieler
- Elisa Hämmerle (* 1995), Kunstturnerin
- Patricia Mihalics (* 1996), Handballspielerin
- Valentino Müller (* 1999), Fußballspieler